# Olympische Sommerspiele 2020/Leichtathletik – 3000 m Hindernis (Männer)
Der 3000-Meter-Hindernislauf der Männer bei den Olympischen Spielen 2020 in Tokio fand am 30. Juli 2021 (Vorläufe) und am 2. August 2021 (Finale) im Nationalstadion statt.
Olympiasieger wurde der Marokkaner Soufiane el-Bakkali vor dem Äthiopier Lamecha Girma. Bronze ging an den Kenianer Benjamin Kigen.

## Aktuelle Titelträger
| Olympiasieger                        | Conseslus Kipruto ( Kenia)                | 8:03,28 min | Rio de Janeiro 2016 |
| Weltmeister                          | Conseslus Kipruto ( Kenia)                | 8:01,35 min | Doha 2019           |
| Europameister                        | Mahiedine Mekhissi-Benabbad ( Frankreich) | 8:31,66 min | Berlin 2018         |
| Nord-/Zentralamerika-/Karibikmeister | Andy Bayer ( USA)                         | 8:28,55 min | Toronto 2018        |
| Südamerikameister                    | Carlos San Martín ( Kolumbien)            | 8:36,37 min | Lima 2019           |
| Asienmeister                         | John Koech ( Bahrain)                     | 8:25,87 min | Doha 2019           |
| Afrikameister                        | Conseslus Kipruto ( Kenia)                | 8:26,38 min | Asaba 2018          |
| Ozeanienmeister                      | Ben Buckingham ( Australien)              | 8:41,15 min | Townsville 2019     |

## Rekorde

### Bestehende Rekorde
| Weltrekord         | Saif Saaeed Shaheen ( Katar) | 7:53,63 min | Brüssel, Belgien                 | 3. September 2004 |
| Olympischer Rekord | Conseslus Kipruto ( Kenia)   | 8:03,28 min | Finale OS London, Großbritannien | 17. August 2016   |

Der bestehende olympische Rekord wurde bei diesen Spielen nicht erreicht. Die schnellste Zeit erzielte der marokkanische Olympiasieger Soufiane el-Bakkali mit 8:08,90 min im Finale am 2. August. Damit verfehlte er den Rekord um 5,62 Sekunden. Zum Weltrekord fehlten ihm 15,27 Sekunden.

### Rekordverbesserungen
Es wurden zwei neue Landesrekorde aufgestellt:
- 8:09,92 min – Ryūji Miura (Japan), erster Vorlauf am 30. Juli
- 8:18,12 min – Avinash Sable (Indien), zweiter Vorlauf am 30. Juli

## Vorrunde
Die Vorrunde wurde in drei Läufen durchgeführt. Für das Finale qualifizierten sich pro Lauf die ersten drei Athleten (hellblau unterlegt). Darüber hinaus kamen die sechs Zeitschnellsten, die sogenannten Lucky Loser (hellgrün unterlegt), weiter.

### Lauf 1

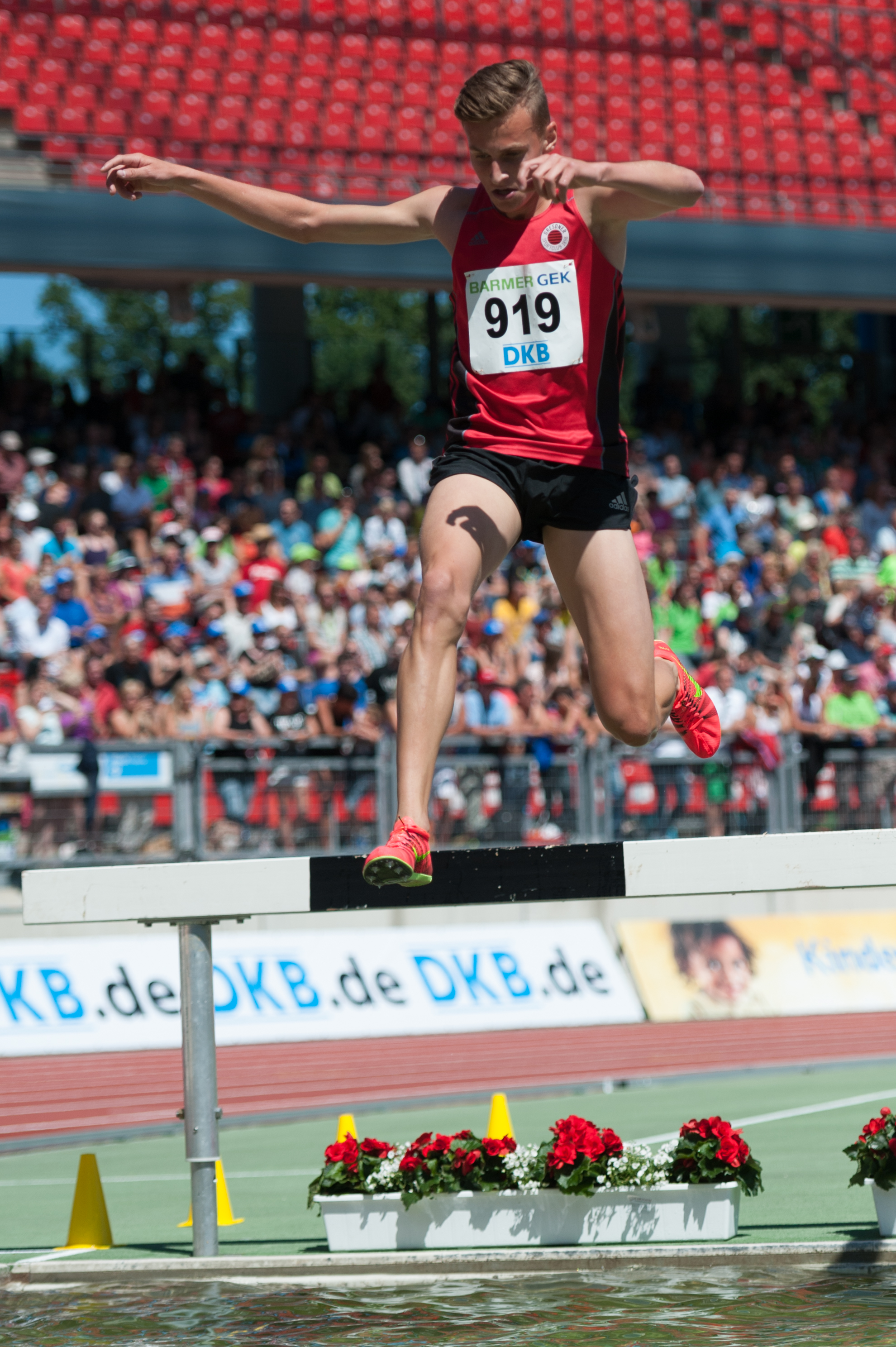
Karl Bebendorf – ausgeschieden als Elfter des ersten Vorlaufs
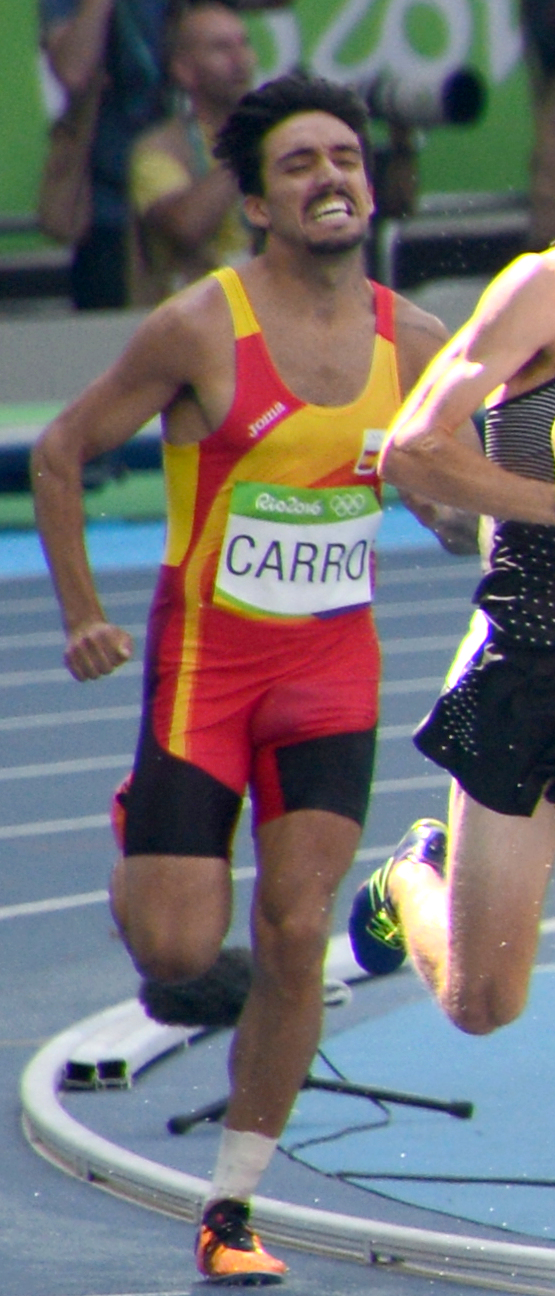
Fernando Carro Morillo – im ersten Vorlauf nicht im Ziel
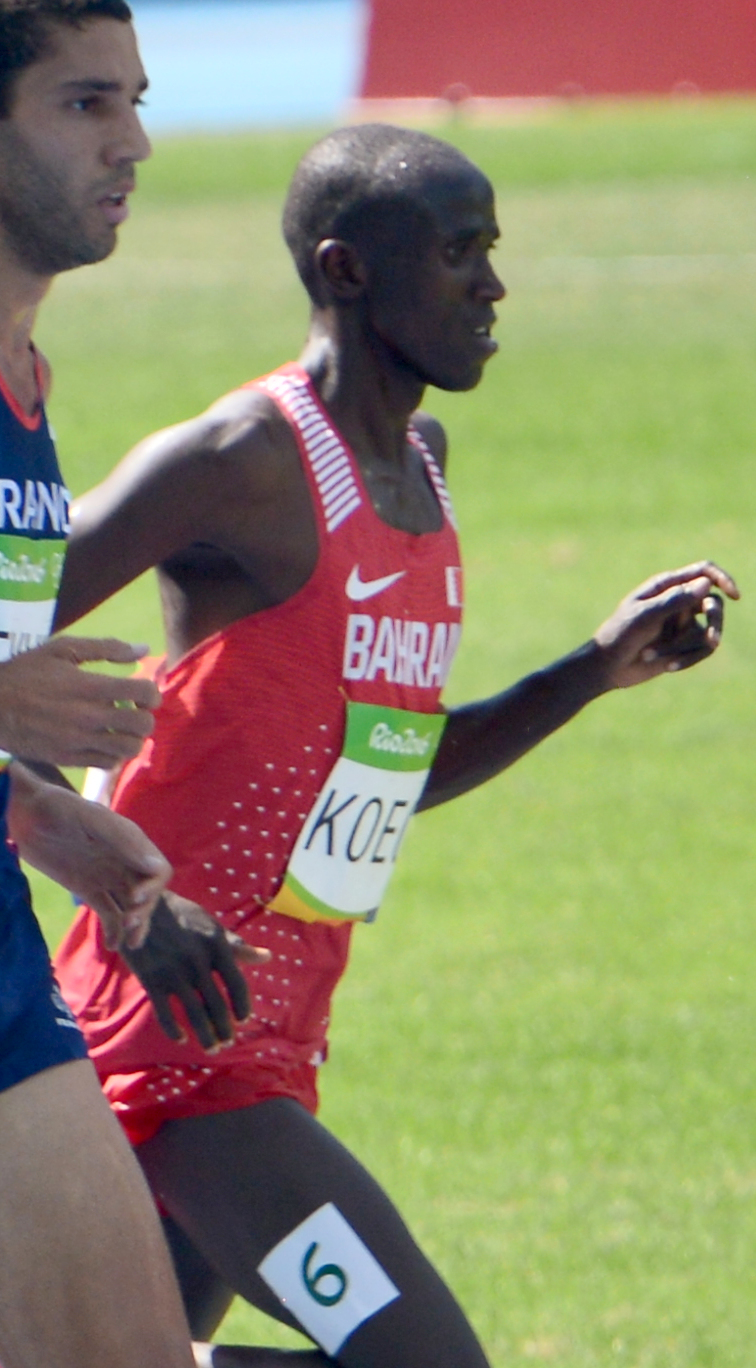
John Koech – im ersten Vorlauf nicht im Ziel

30. Juli 2021, 09:30 Uhr (02:30 Uhr MESZ)
| Platz | Name                   | Nation         | Zeit (min) | Anmerkung |
| ----- | ---------------------- | -------------- | ---------- | --------- |
| 1     | Lamecha Girma          | Äthiopien      | 8:09,83    |           |
| 2     | Ryūji Miura            | Japan          | 8:09,92    | NR        |
| 3     | Benjamin Kigen         | Kenia          | 8:10,80    | SB        |
| 4     | Ala Zoghlami           | Italien        | 8:14,06    | PB        |
| 5     | Mohamed Tindouft       | Marokko        | 8:15,91    |           |
| 6     | John Gay               | Kanada         | 8:16,99    | PB        |
| 7     | Djilali Bedrani        | Frankreich     | 8:20,23    |           |
| 8     | Mason Ferlic           | USA            | 8:20,23    |           |
| 9     | Albert Chemutai        | Uganda         | 8:29,81    |           |
| 10    | Vidar Johansson        | Schweden       | 8:32,86    |           |
| 11    | Karl Bebendorf         | Deutschland    | 8:33,27    |           |
| 12    | Carlos San Martín      | Kolumbien      | 8:33,47    |           |
| 13    | Phil Norman            | Großbritannien | 8:46,57    |           |
| DNF   | Fernando Carro Morillo | Spanien        |            |           |
| DNF   | John Koech             | Bahrain        |            |           |

### Lauf 2

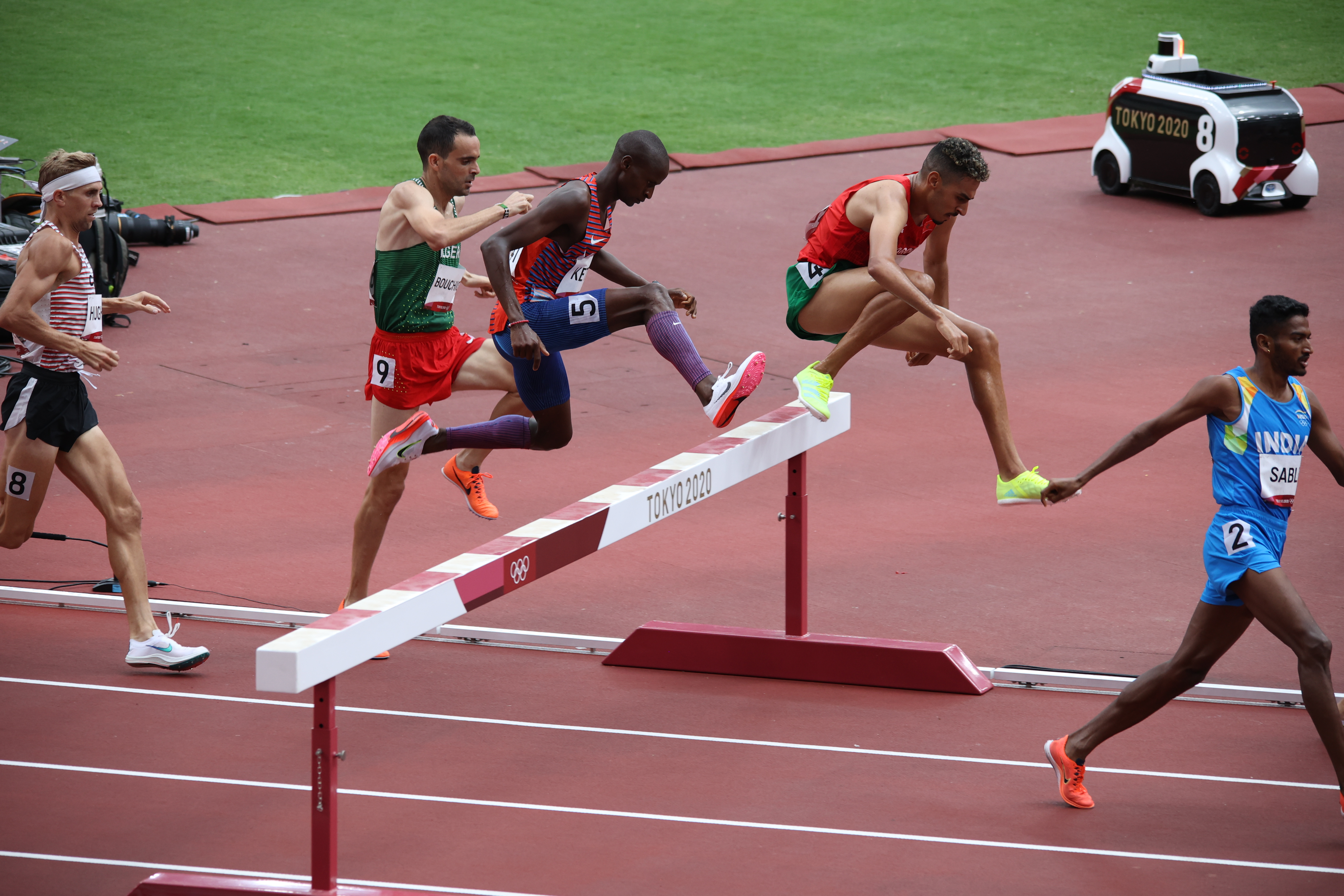
Szene aus dem zweiten Vorlauf (v. l. n. r.):
Matthew Hughes, Hicham Bouchicha, Benard Keter,
Abdelkarim Ben Zahra, Avinash Sable

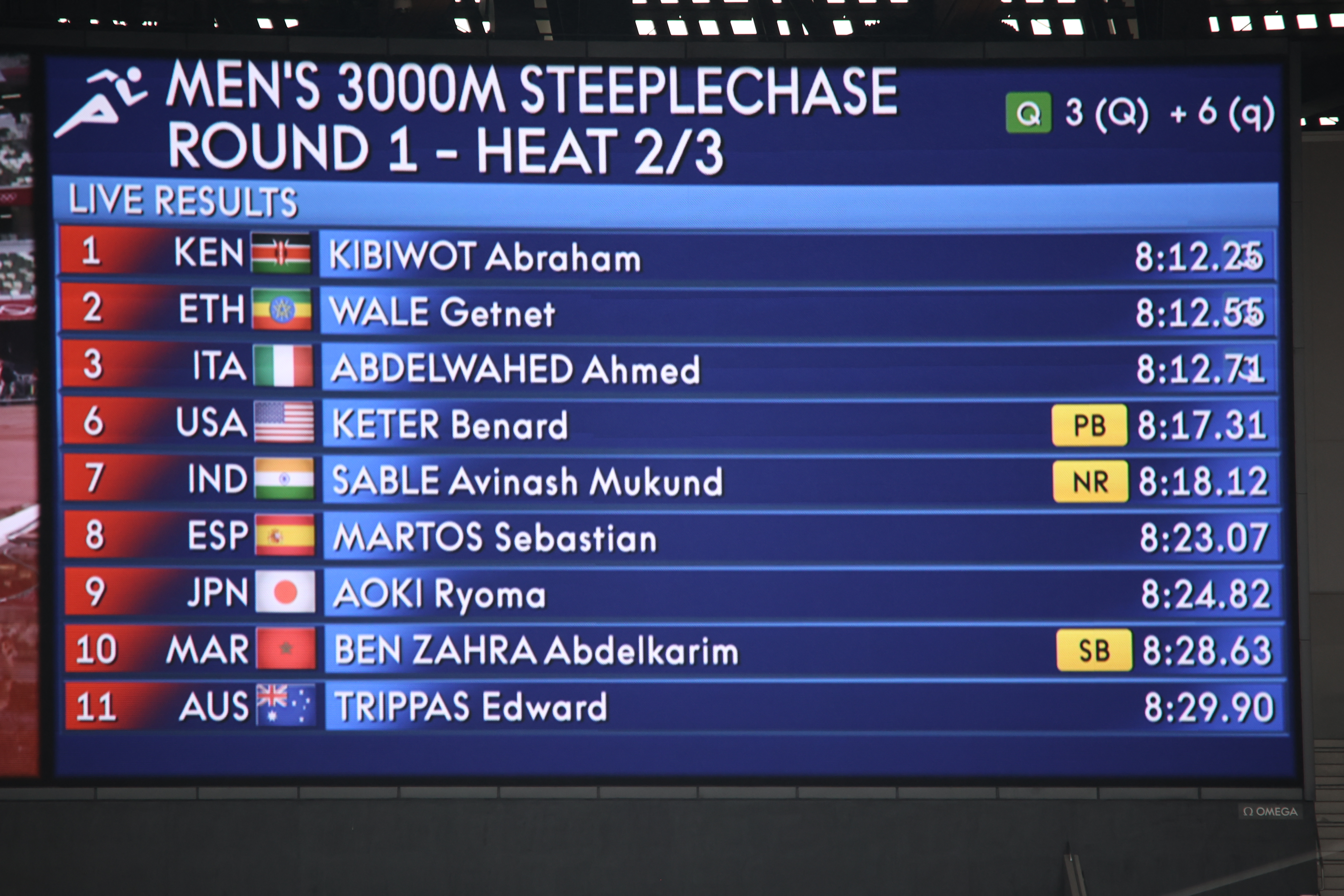
Ergebnis für den zweiten Vorlaufs auf der Anzeigetafel

30. Juli 2021, 09:47 Uhr (02:47 Uhr MESZ)
| Platz | Name                 | Nation         | Zeit (min) | Anmerkung |
| ----- | -------------------- | -------------- | ---------- | --------- |
| 1     | Abraham Kibiwot      | Kenia          | 8:12,25    |           |
| 2     | Getnet Wale          | Äthiopien      | 8:12,55    |           |
| 3     | Ahmed Abdelwahed     | Italien        | 8:12,71    |           |
| 4     | Matthew Hughes       | Kanada         | 8:13,56    | SB        |
| 5     | Yemane Haileselassie | Eritrea        | 8:14,63    | SB        |
| 6     | Benard Keter         | USA            | 8:17,31    | PB        |
| 7     | Avinash Sable        | Indien         | 8:18,12    | NR        |
| 8     | Sebastián Martos     | Spanien        | 8:23,07    |           |
| 9     | Ryōma Aoki           | Japan          | 8:24,82    |           |
| 10    | Abdelkarim Ben Zahra | Marokko        | 8:28,63    | SB        |
| 11    | Edward Trippas       | Australien     | 8:29,90    |           |
| 12    | Louis Gilavert       | Frankreich     | 8:36,35    |           |
| 13    | Emil Blomberg        | Schweden       | 8:39,57    |           |
| 14    | Zak Seddon           | Großbritannien | 8:43,29    |           |
| 15    | Hicham Bouchicha     | Algerien       | 8:44,75    |           |

Im zweiten Vorlauf ausgeschiedene Hindernisläufer:

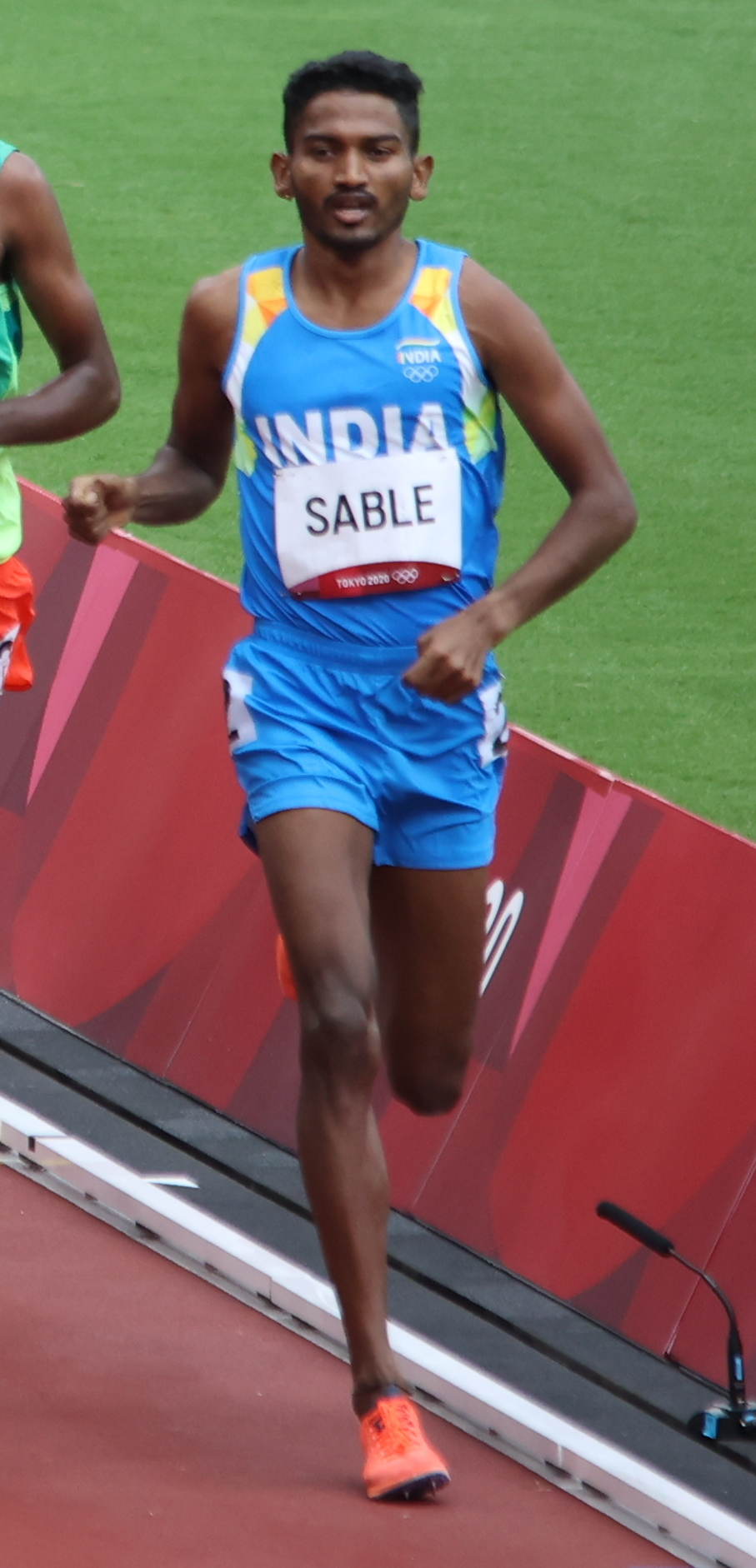
Avinash Sable – Rang sieben
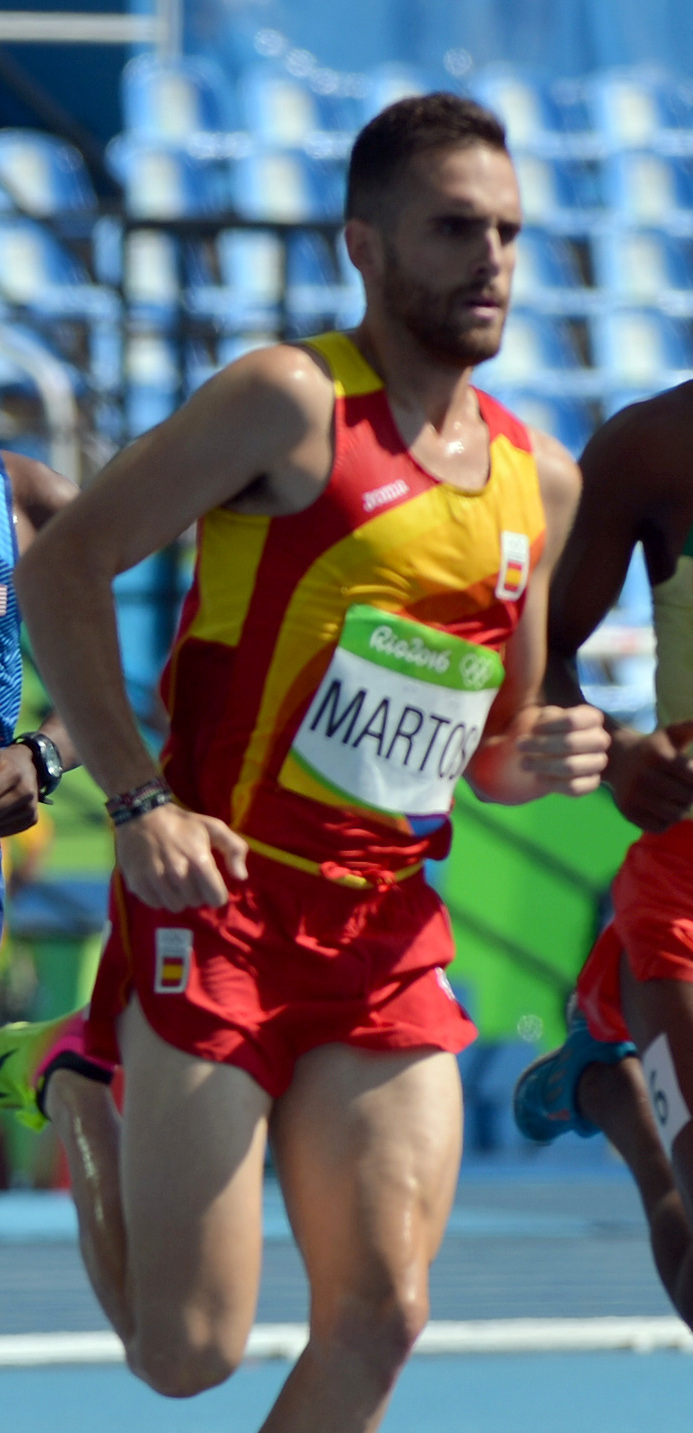
Sebastián Martos – Rang acht
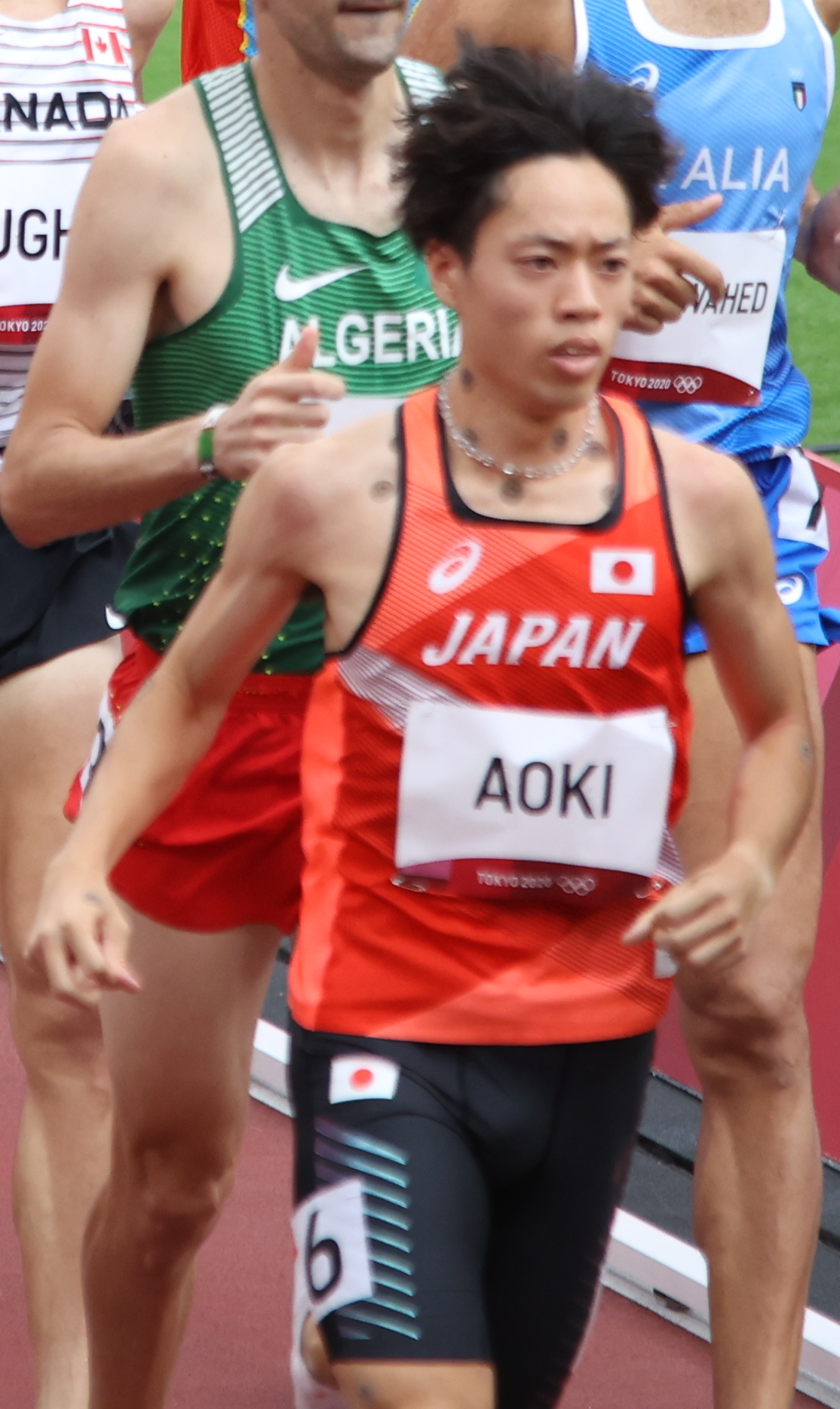
Ryoma Aoki – Rang neun
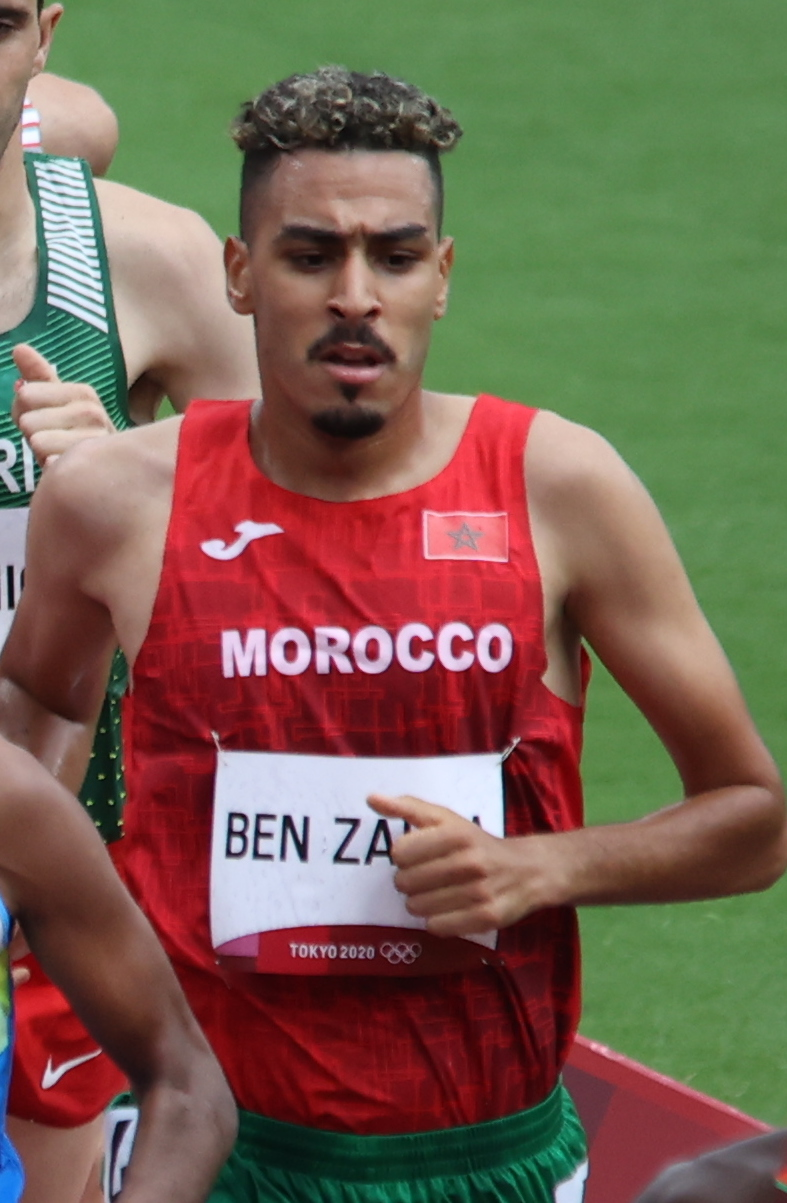
Abdelkarim Ben Zahra – Rang zehn
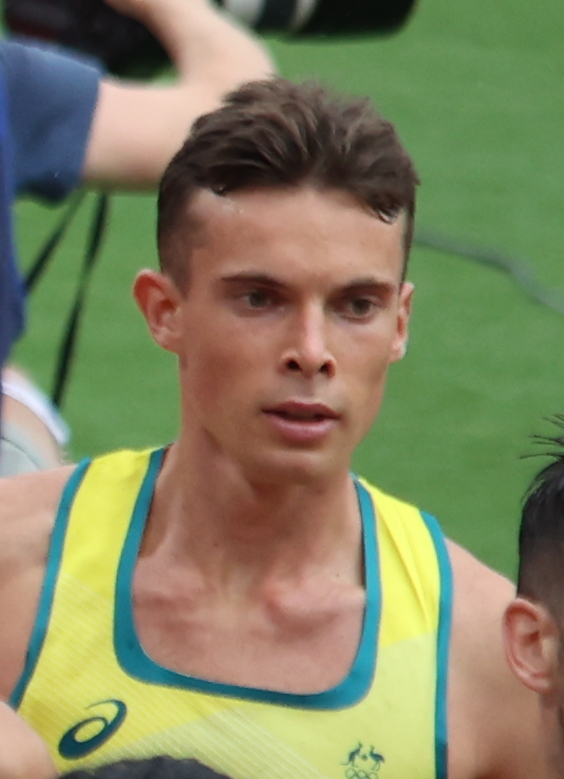
Edward Trippas – Rang elf
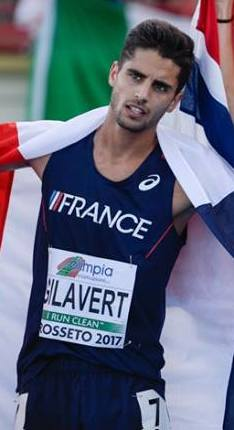
Louis Gilavert – Rang zwölf
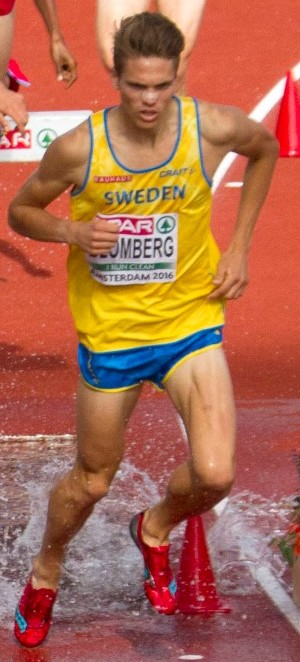
Emil Blomberg – Rang dreizehn
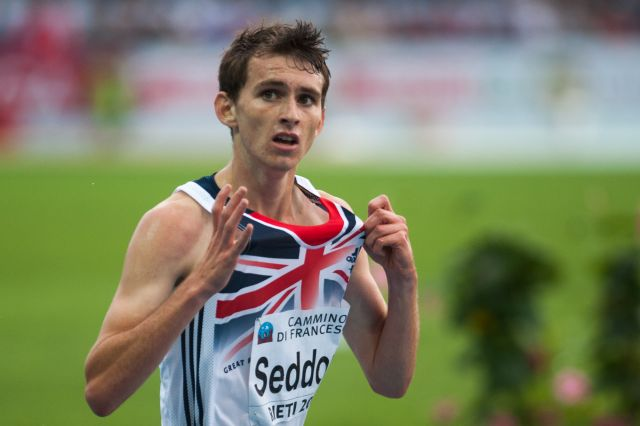
Zak Seddon – Rang vierzehn
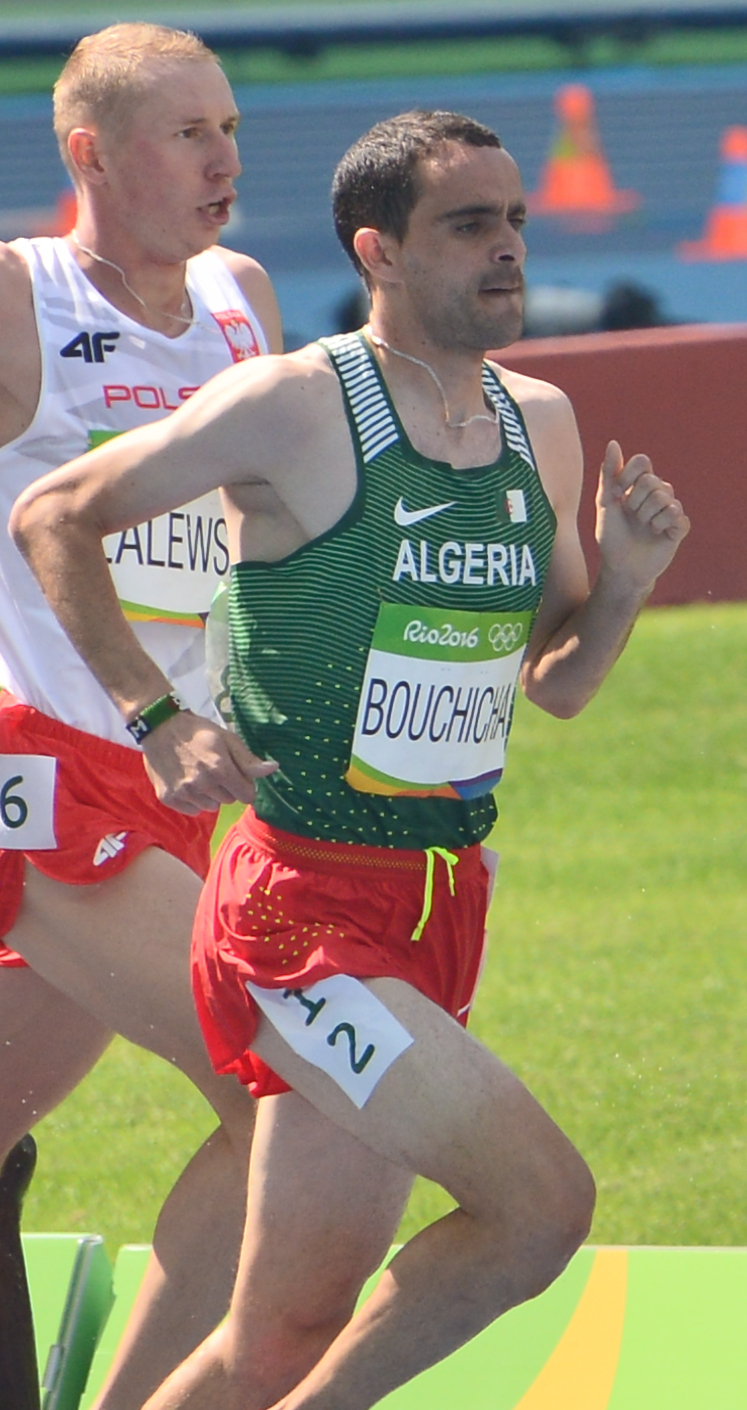
Hicham Bouchicha – Rang fünfzehn

### Lauf 3

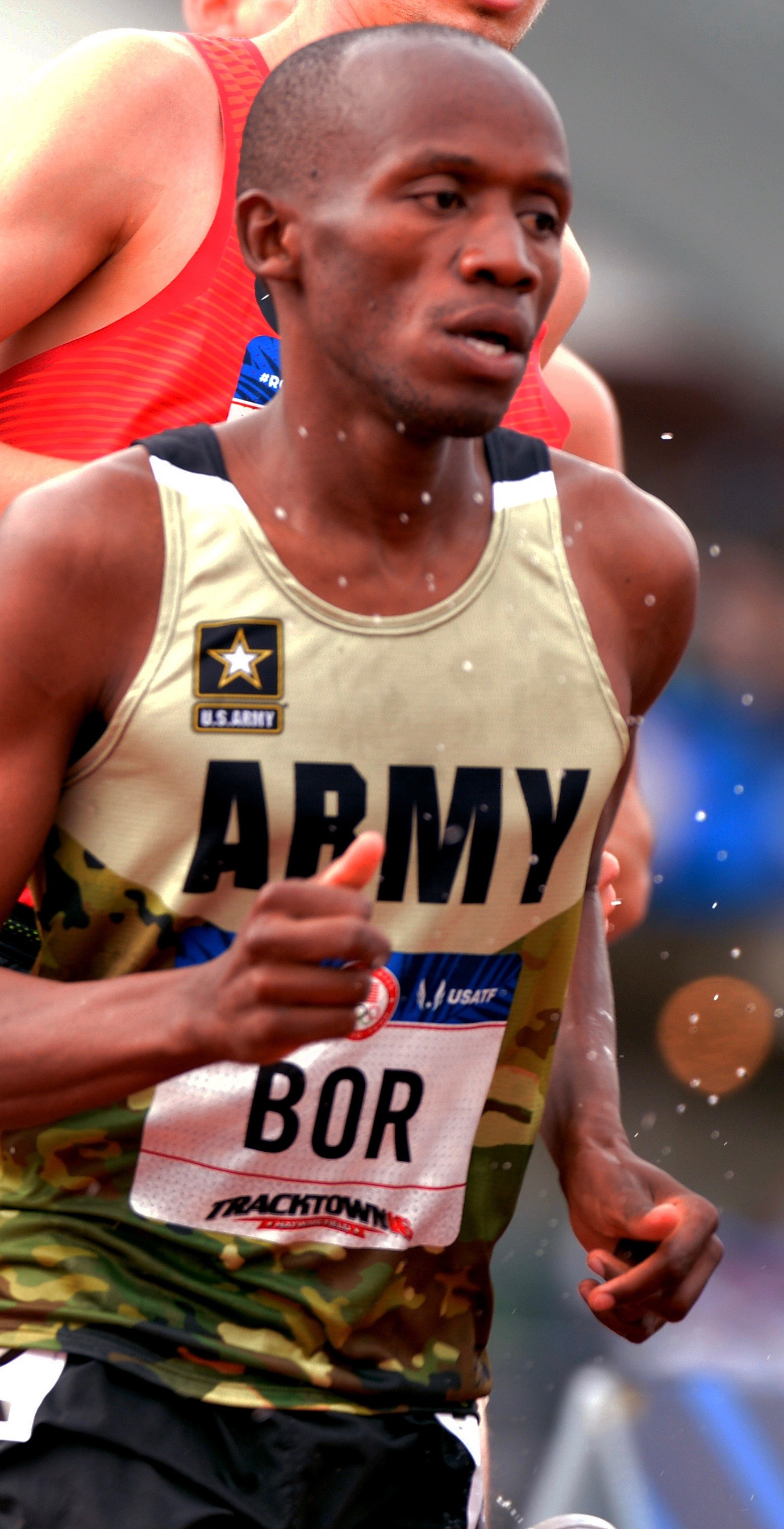
Hillary Bor – ausgeschieden als Sechster des dritten Vorlaufs

30. Juli 2021, 10:04 Uhr (03:04 Uhr MESZ)
| Platz | Name                  | Nation     | Zeit (min) | Anmerkung |
| ----- | --------------------- | ---------- | ---------- | --------- |
| 1     | Soufiane el-Bakkali   | Marokko    | 8:19,00    |           |
| 2     | Topi Raitanen         | Finnland   | 8:19,17    | SB        |
| 3     | Alexis Phelut         | Frankreich | 8:19,36    |           |
| 4     | Osama Zoghlami        | Italien    | 8:19,51    |           |
| 5     | Leonard Kipkemoi Bett | Kenia      | 8:19,62    |           |
| 6     | Hillary Bor           | USA        | 8:19,80    |           |
| 7     | Ben Buckingham        | Australien | 8:20,95    | PB        |
| 8     | Ole Hesselbjerg       | Dänemark   | 8:24,08    |           |
| 9     | Tadese Takele         | Äthiopien  | 8:24,69    |           |
| 10    | Altobeli da Silva     | Brasilien  | 8:29,17    |           |
| 11    | Simon Sundström       | Schweden   | 8:29,84    |           |
| 12    | Kōsei Yamaguchi       | Japan      | 8:31,27    |           |
| 13    | Daniel Arce           | Spanien    | 8:38,09    |           |
| 14    | Matthew Clarke        | Australien | 8:42,37    |           |

Weitere im dritten Vorlauf ausgeschiedene Läufer:

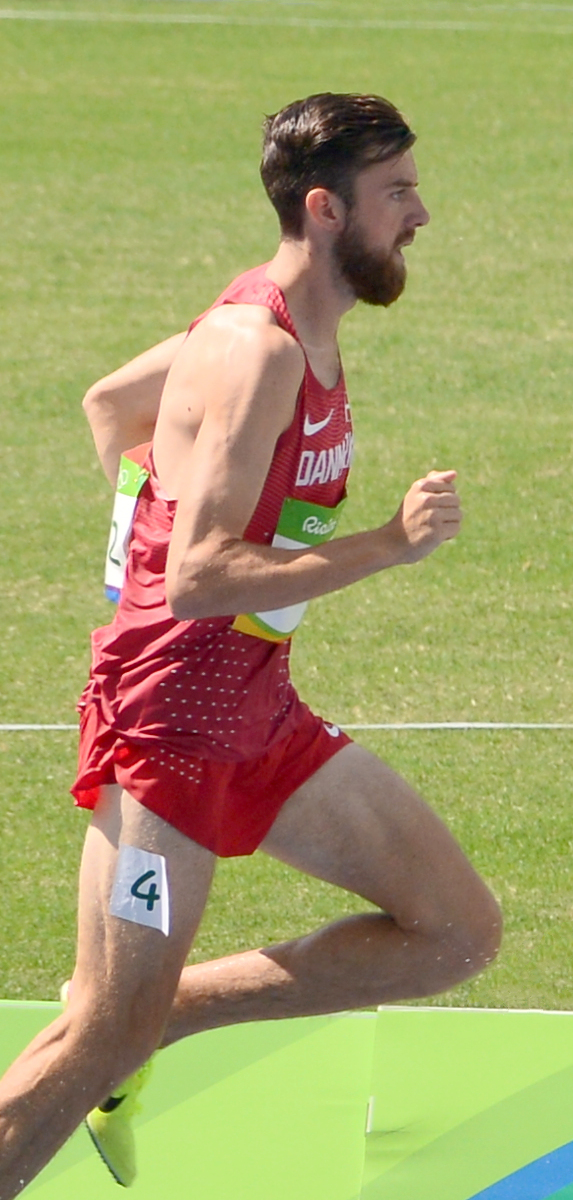
Ole Hesselbjerg – Rang acht
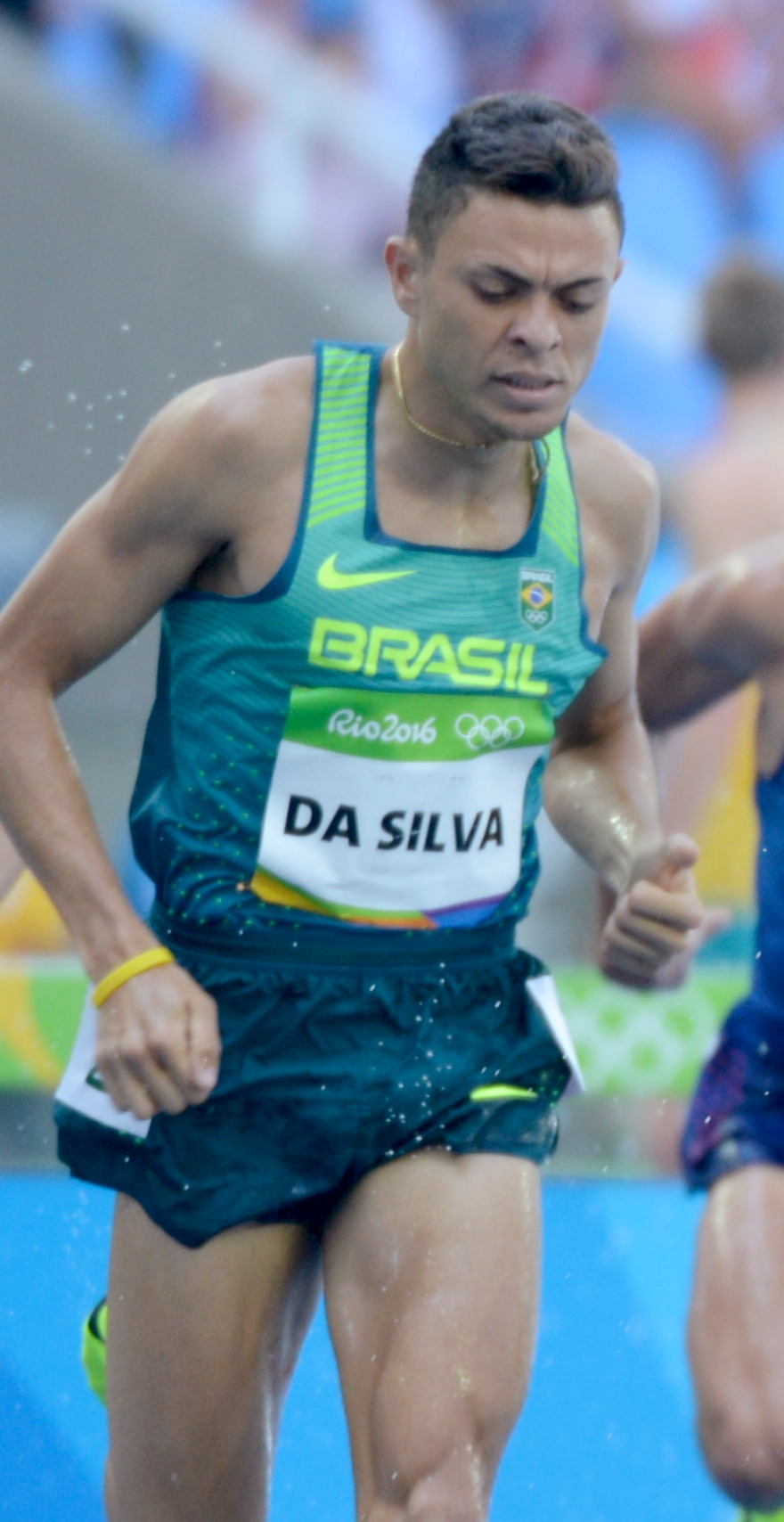
Altobeli da Silva – Rang zehn
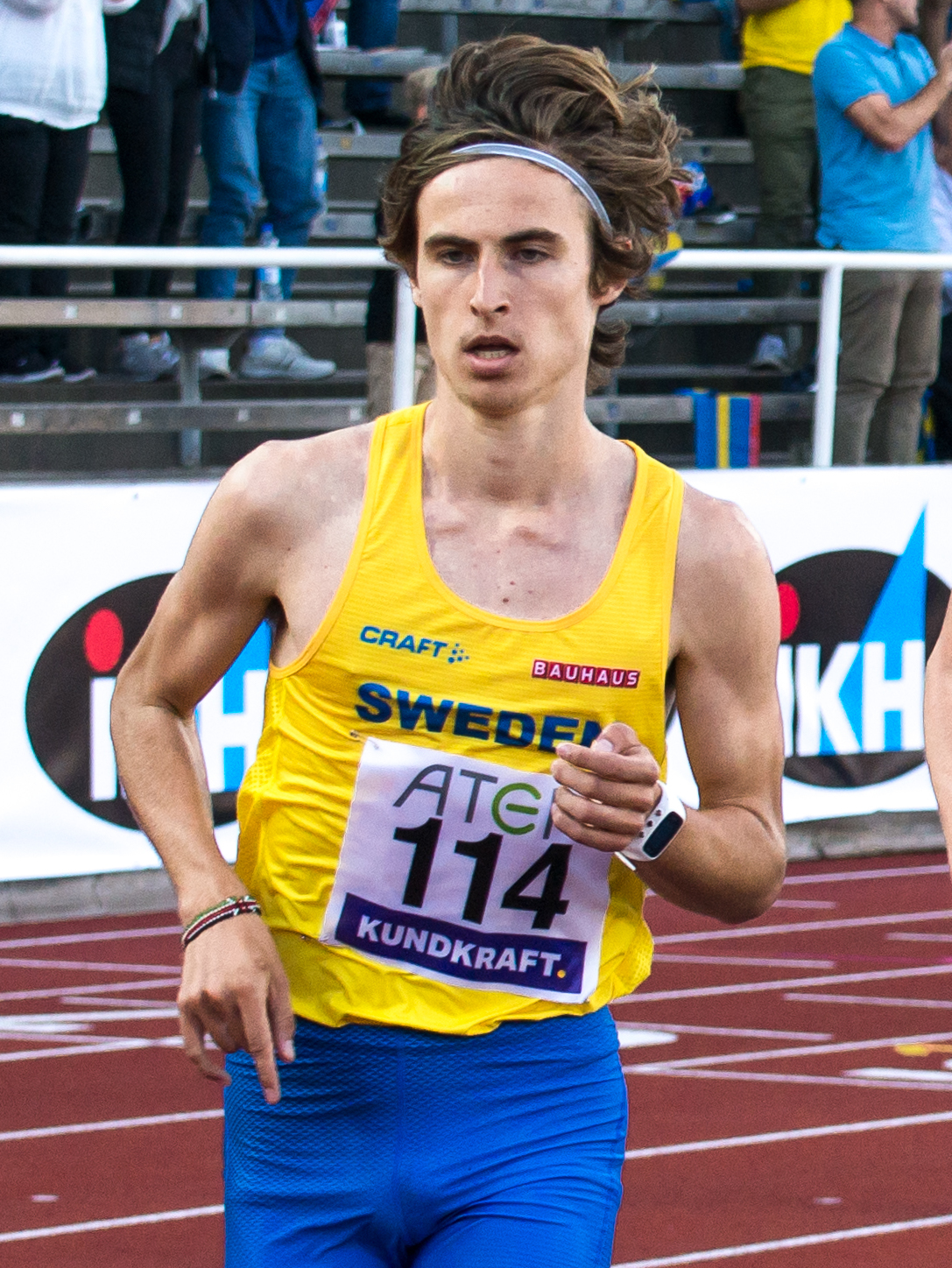
Simon Sundström – Rang elf
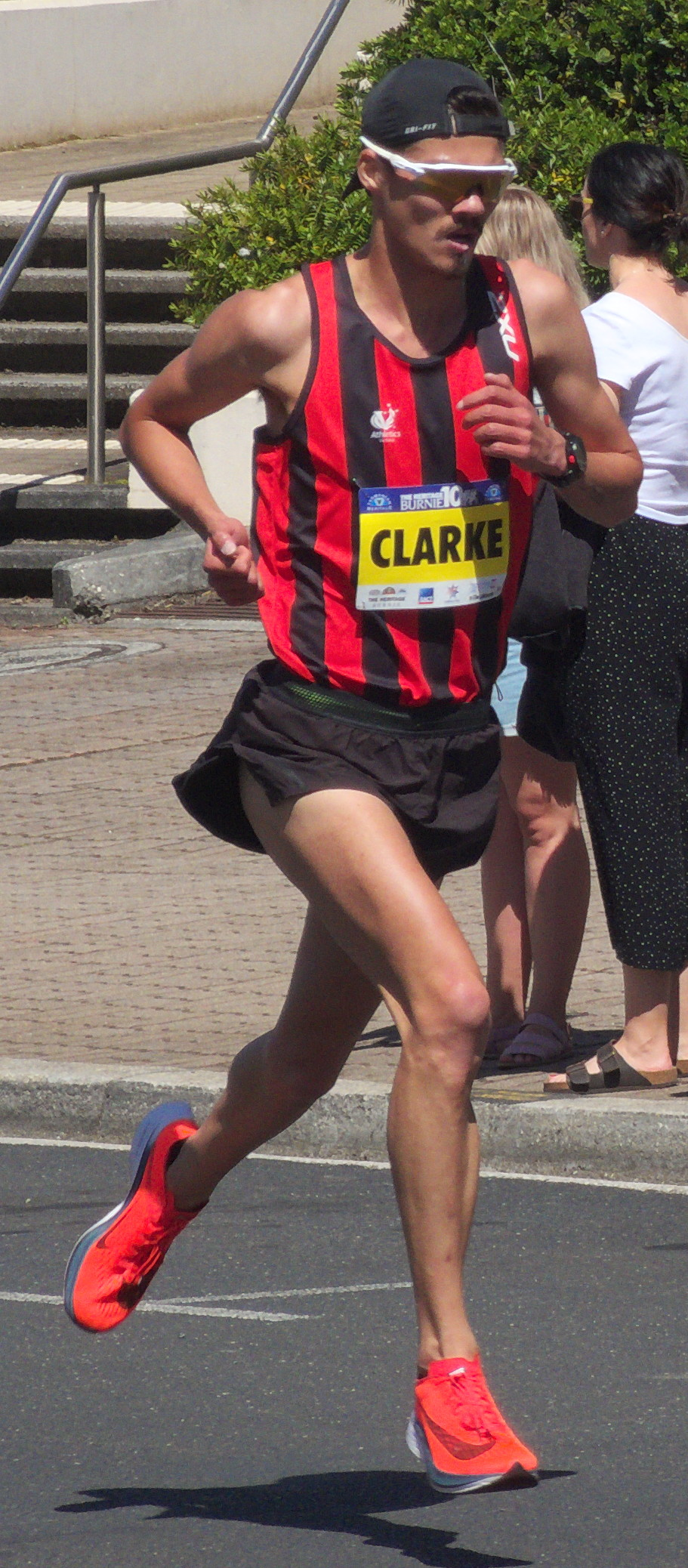
Matthew Clarke – Rang vierzehn

## Finale

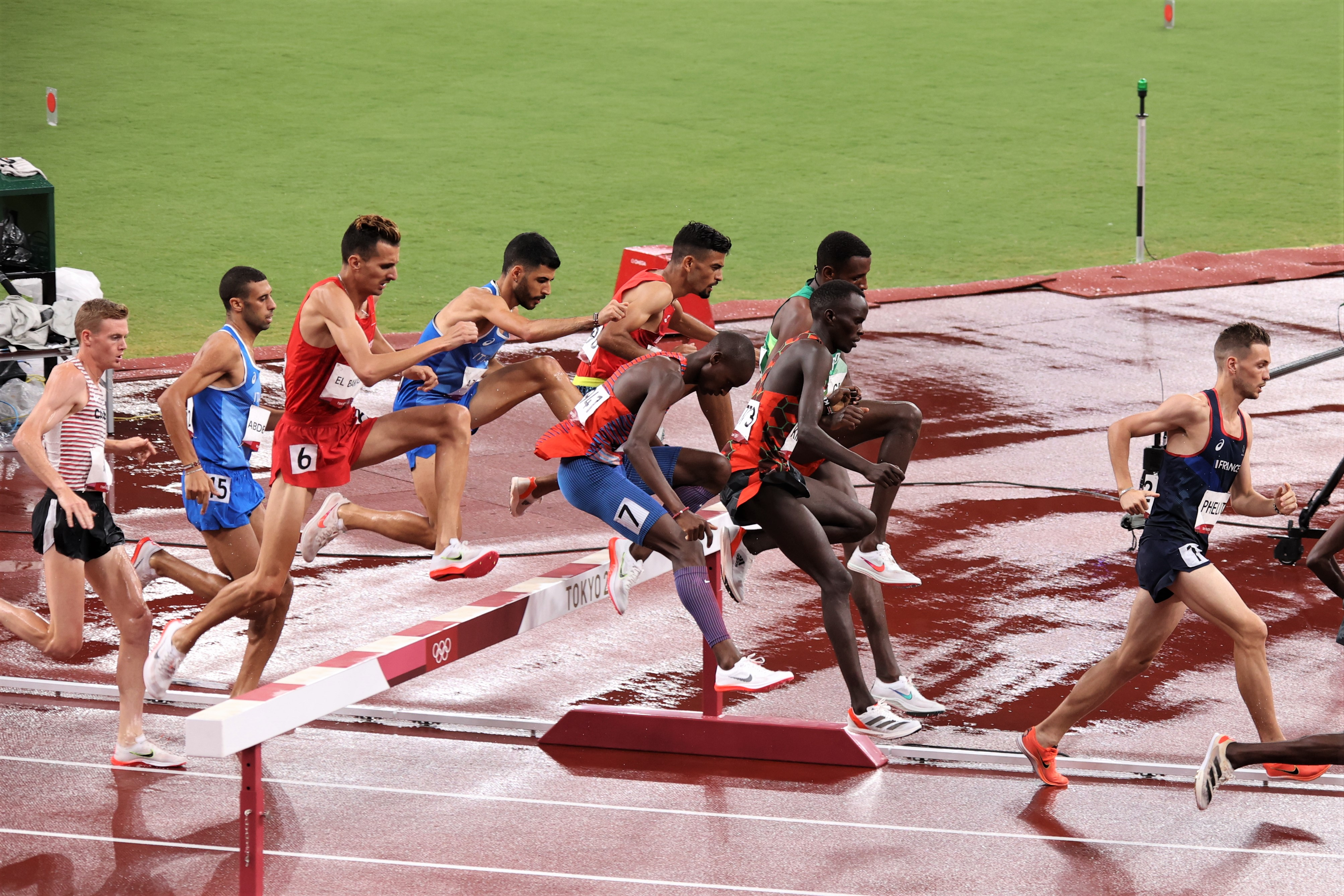
Das Hindernisfinale in der Anfangsphase (v. l. n. r.):
John Gay, Ahmed Abdelwahe, Soufiane el-Bakkali, Ala Zoghlami, Mohamed Tindouft, Benard Keter, Lamecha Girma, Abraham Kibiwot, Alexis Phelut

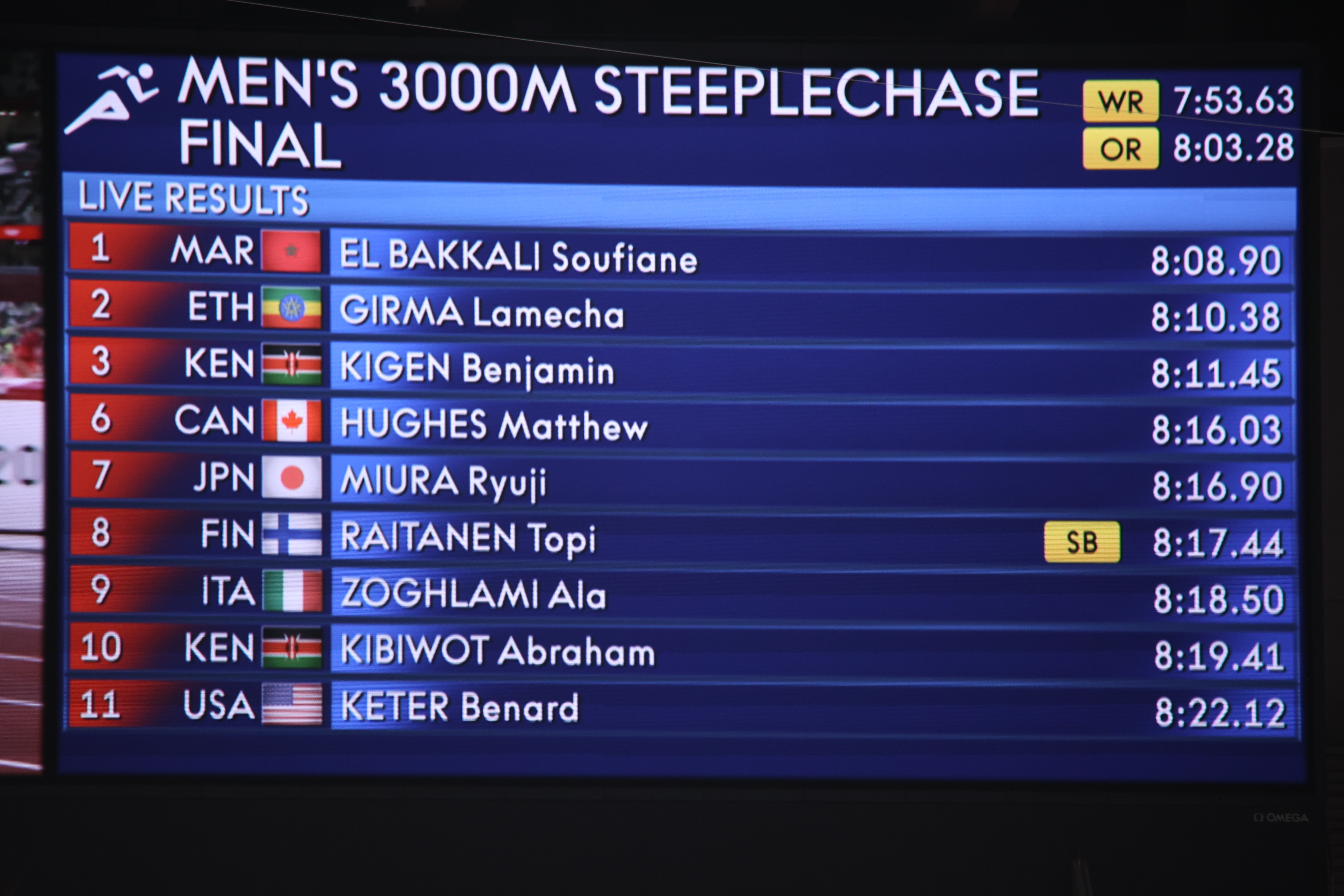
Finalresultat auf der Anzeigetafel

2. August 2021, 21:15 Uhr (14:15 Uhr MESZ)
| Platz | Name                 | Nation     | Zeit (min) | Anmerkung |
| ----- | -------------------- | ---------- | ---------- | --------- |
| 1     | Soufiane el-Bakkali  | Marokko    | 8:08,90    |           |
| 2     | Lamecha Girma        | Äthiopien  | 8:10,38    |           |
| 3     | Benjamin Kigen       | Kenia      | 8:11,45    |           |
| 4     | Getnet Wale          | Äthiopien  | 8:14,97    |           |
| 5     | Yemane Haileselassie | Eritrea    | 8:15,34    |           |
| 6     | Matthew Hughes       | Kanada     | 8:16,03    |           |
| 7     | Ryūji Miura          | Japan      | 8:16,90    |           |
| 8     | Topi Raitanen        | Finnland   | 8:17,44    | SB        |
| 9     | Ala Zoghlami         | Italien    | 8:18,50    |           |
| 10    | Abraham Kibiwot      | Kenia      | 8:19,41    |           |
| 11    | Benard Keter         | USA        | 8:22,12    |           |
| 12    | Alexis Phelut        | Frankreich | 8:23,14    |           |
| 13    | Mohamed Tindouft     | Marokko    | 8:23,56    |           |
| 14    | Ahmed Abdelwahed     | Italien    | 8:24,34    |           |
| 15    | John Gay             | Kanada     | 8:35,41    |           |

Nach wenigen hundert Metern setzten sich die beiden Äthiopier Getnet Wale und Lamecha Girma an die Spitze, wobei das Tempo nicht besonders hoch war. Nach anderthalb Runden übernahm der Japaner Ryūji Miura mit einer deutlichen Tempoverschärfung die Führung. Das Feld zog sich dadurch in die Länge, doch Miuras Vorstoß war nicht von langer Dauer, es wurde wieder langsamer.
Die beiden Äthiopier führten das weiter geschlossene Feld in die letzten drei Runden. Nach vorne orientierten sich nun die beiden Kenianer Abraham Kibiwo und Benjamin Kigen, als Fünfter folgte der Marokkaner Soufiane el-Bakkali.
Richtig schnell wurde es erst auf den letzten vierhundert Metern, nun riss das Feld auseinander. Girma führte vor Wale, el-Bakkali und Kigen. Dahinter tat sich schon eine Lücke auf. Diese Vierergruppe blieb auch auf der Gegengeraden zusammen, el-Bakkali schob sich jedoch schon vor der Zielkurve auf den zweiten Platz. Am letzten Wassergraben kam dann der Schlussangriff des Marokkaners. Er zog vorbei an Girma an die Spitze, Soufiane el-Bakkali spurtete in 8:08,90 min unwiderstehlich zum Olympiasieg. Lamecha Girma behauptete sich auf dem zweiten Platz und gewann die Silbermedaille. Vor dem letzten Hindernis eroberte Benjamin Kigen Rang drei und sicherte der seit langem im Hindernislauf überlegenen Nation Kenia so wenigstens noch die Bronzemedaille. Etwa dreieinhalb Sekunden hinter ihm wurde Getnet Wale Vierter vor dem Eritreer Yemane Haileselassie, der noch bis auf weniger als eine halbe Sekunde herangekommen war. Matt Hughes aus Kanada belegte eine knappe weitere Sekunde zurück den sechsten Platz vor dem anfangs kurzzeitig führenden Ryūji Miura.
Der WM-Dritte von 2019 und Vizeweltmeister von 2017 Soufiane El Bakkali beendete hier eine siebzehnjährige Phase ohne olympische Goldmedaille für Marokko. Letzter marokkanischer Olympiasieger zuvor war Hicham El Guerrouj, der 2004 jeweils Gold über 1500 und 5000 Meter gewonnen hatte.
Für Kenia ging eine lange Serie zu Ende. Seit den Olympischen Spielen 1984 hatten ununterbrochen kenianische Läufer diesen Wettbewerb für sich entschieden. Die Spiele 1976 und 1980 hatte Kenia boykottiert. Zuvor hatte es 1972 in München und 1968 in Mexiko-Stadt ebenfalls Gold für Kenia in dieser Disziplin gegeben.

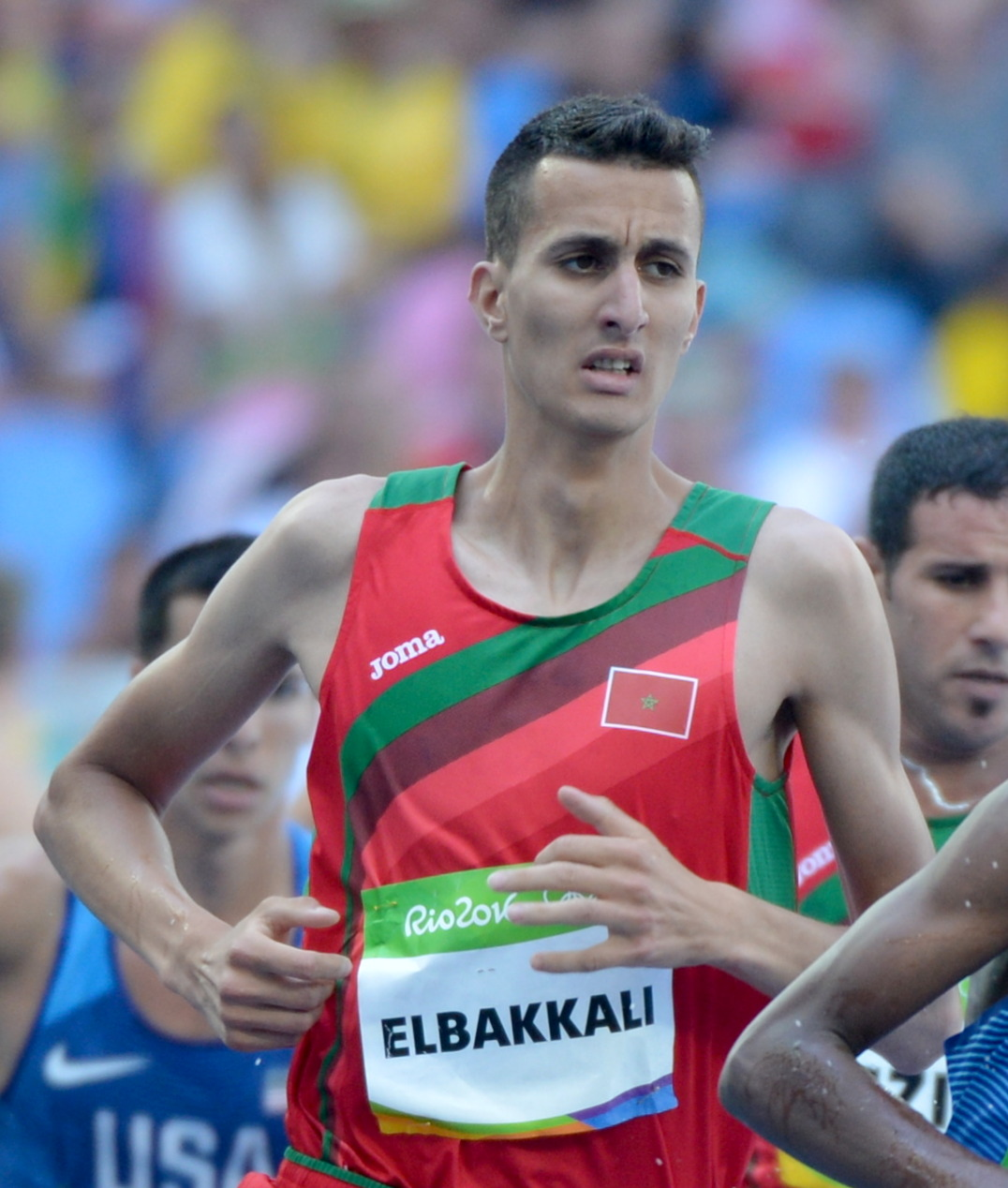
Mit seinem Sieg durchbrach Soufiane el-Bakkali die jahrzehntelange Serie kenianischer Gewinne
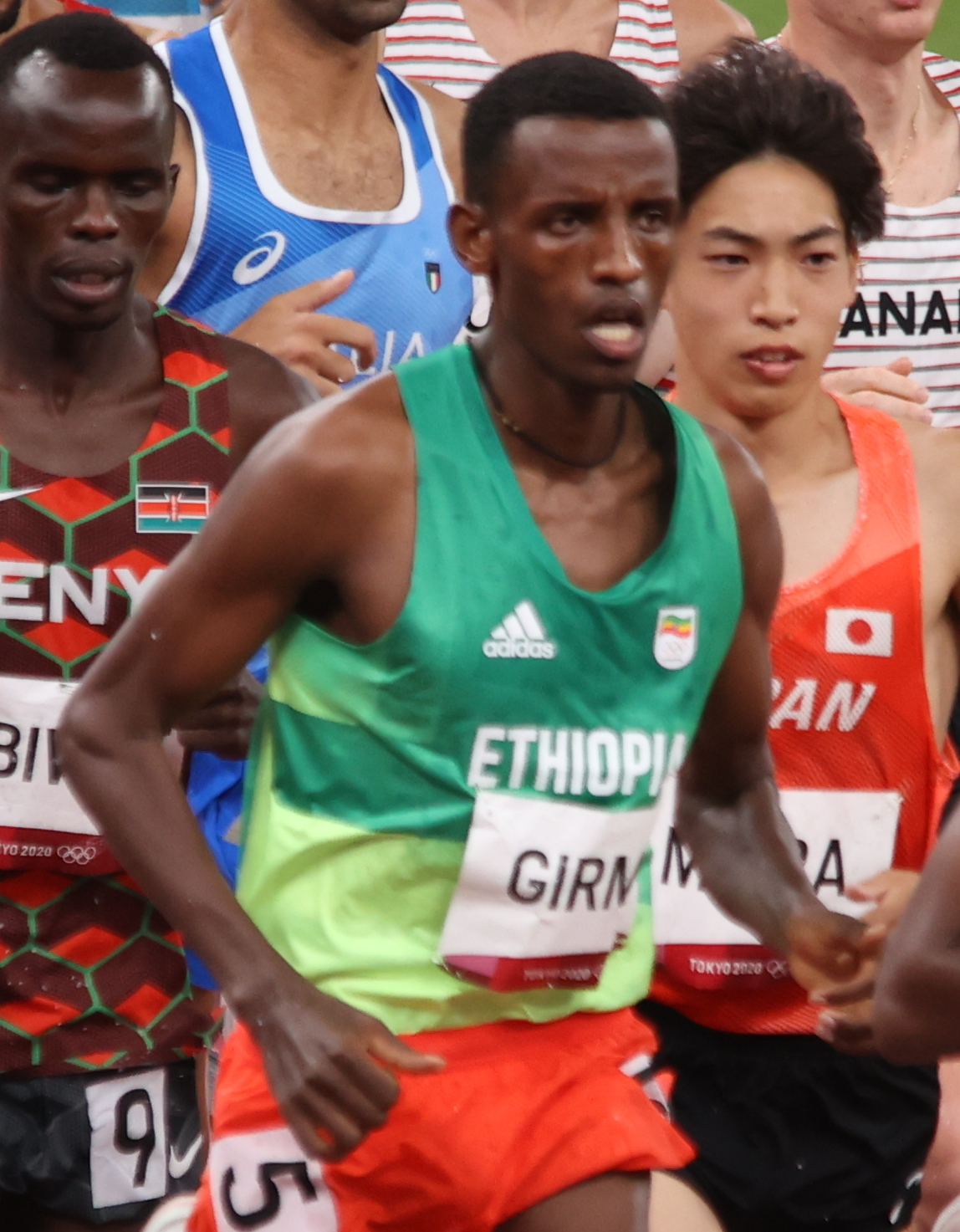
Silbermedaillengewinner Lamecha Girma
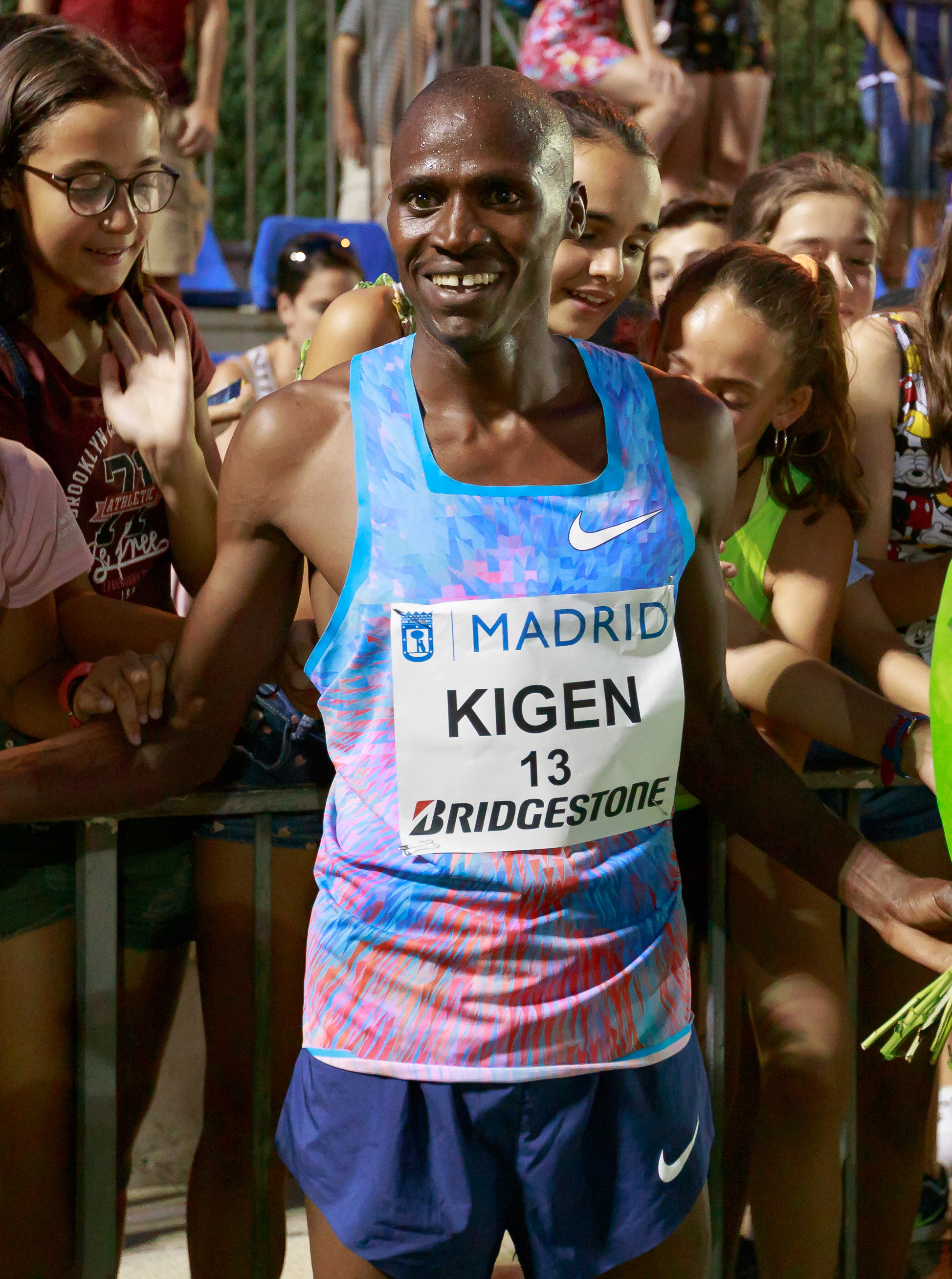
Bronzemedaillengewinner Benjamin Kigen
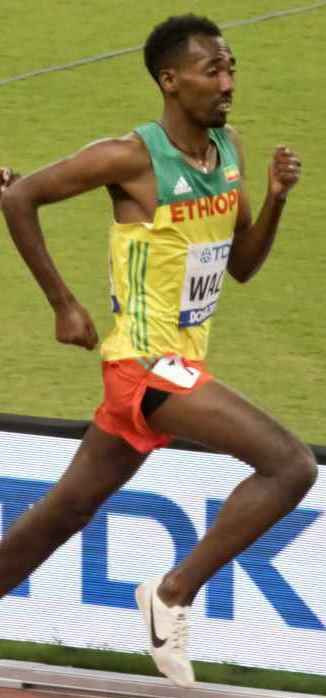
Getnet Wale wurde Olympiavierter
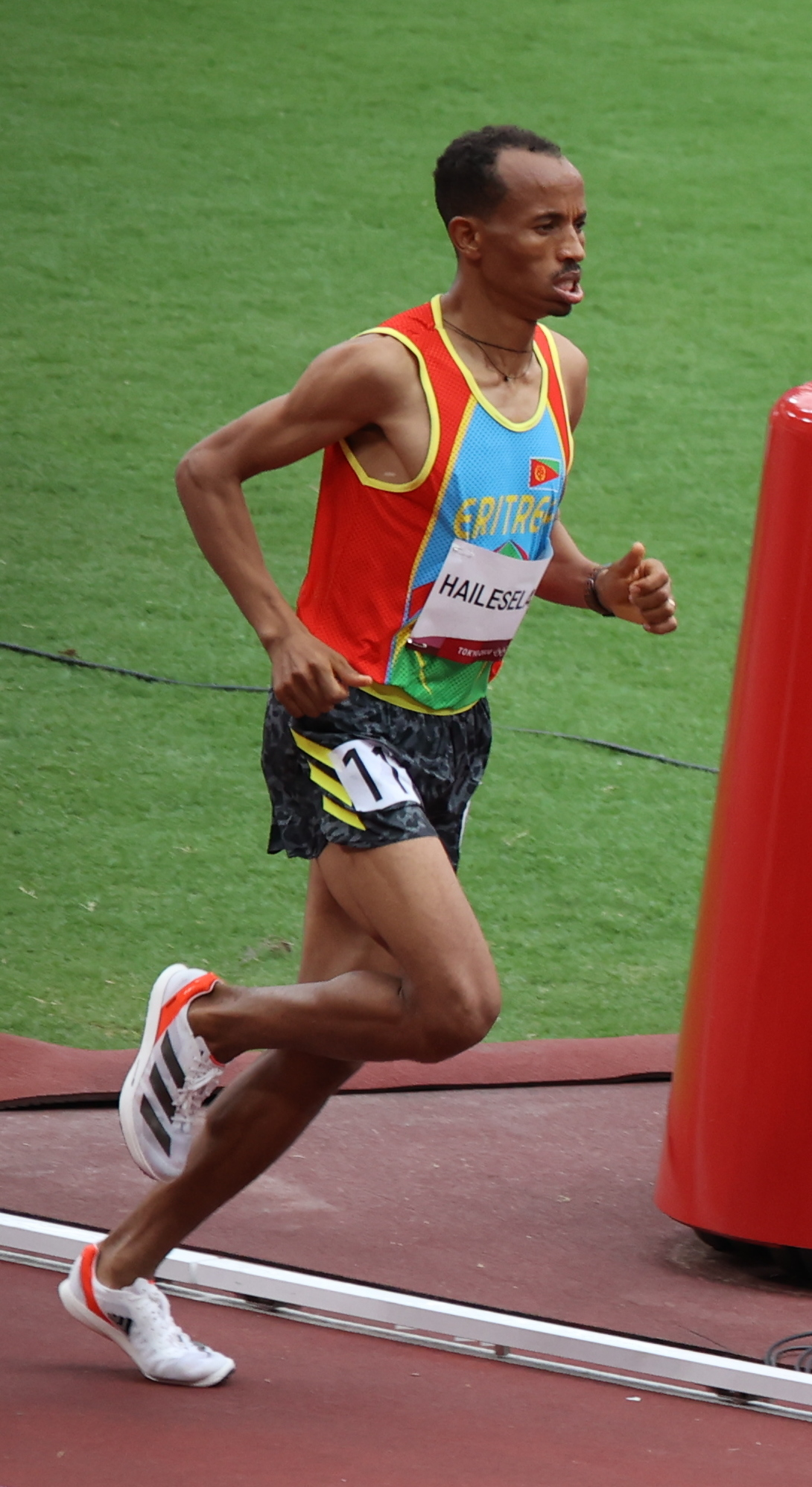
Rang fünf für Yemane Haileselassie
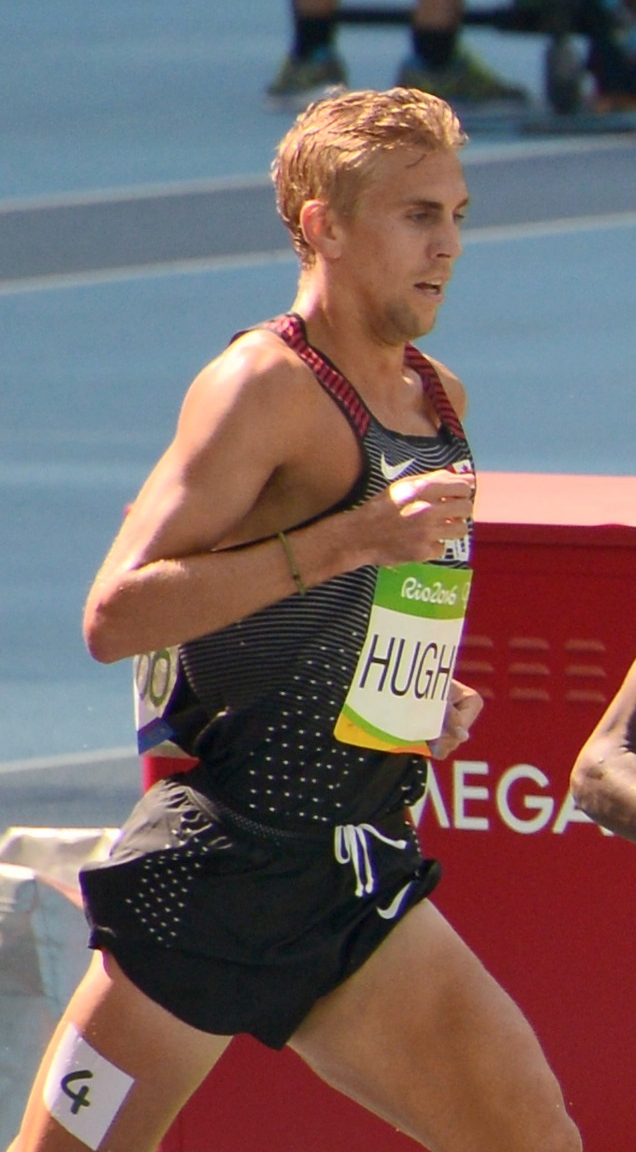
Matthew Hughes kam auf den sechsten Platz
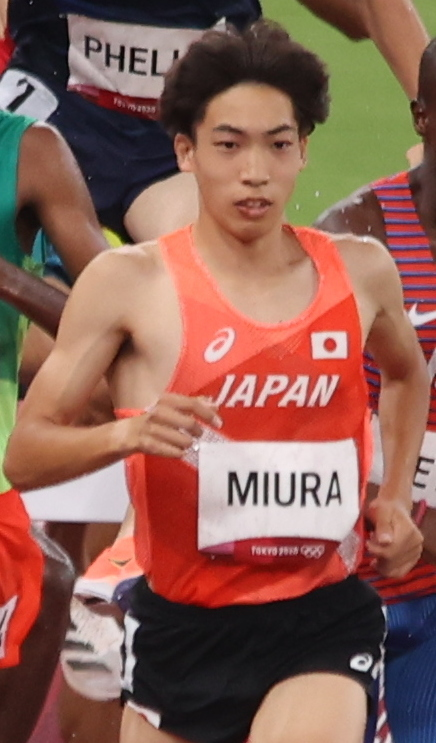
Ryūji Miura belegte Rang sieben
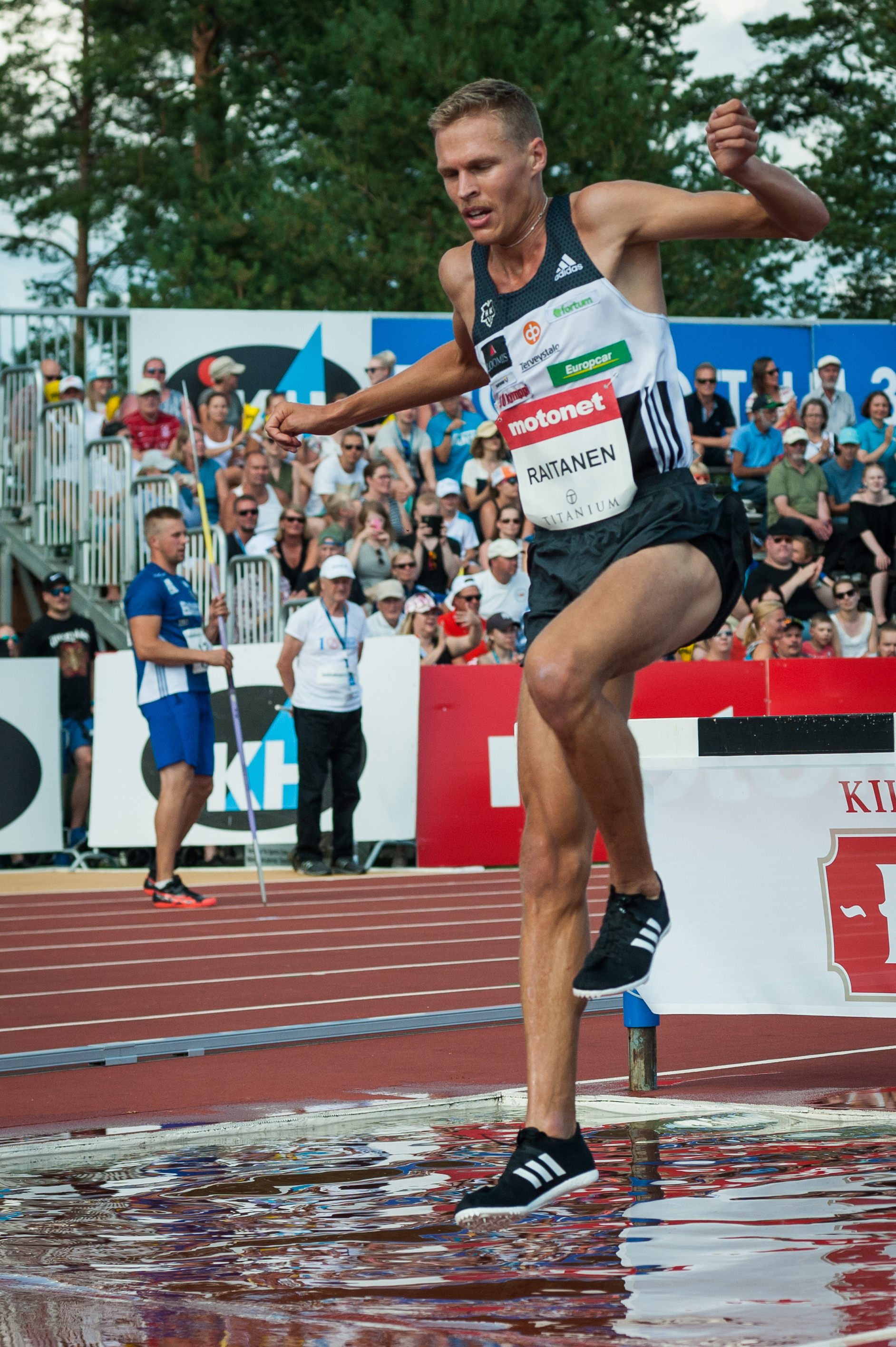
Topi Raitanen erreichte Platz acht
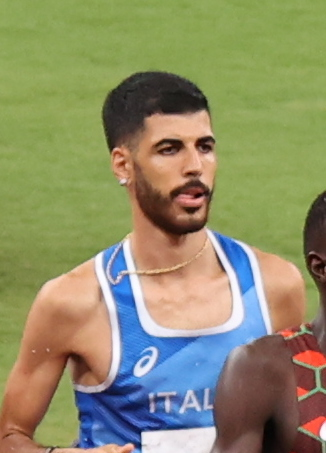
Der neuntplatzierte Ala Zoghlami
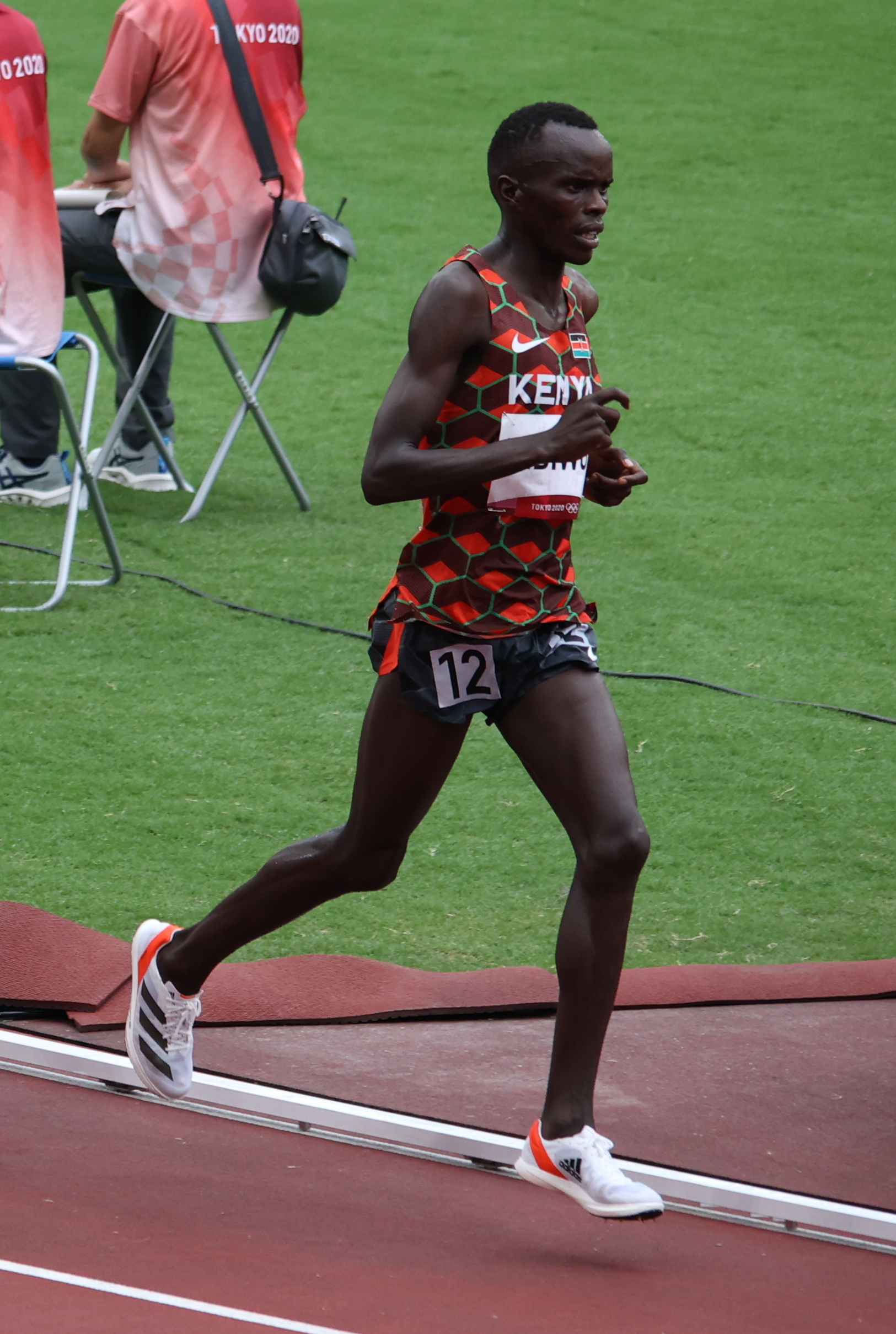
Abraham Kibiwot – Rang zehn
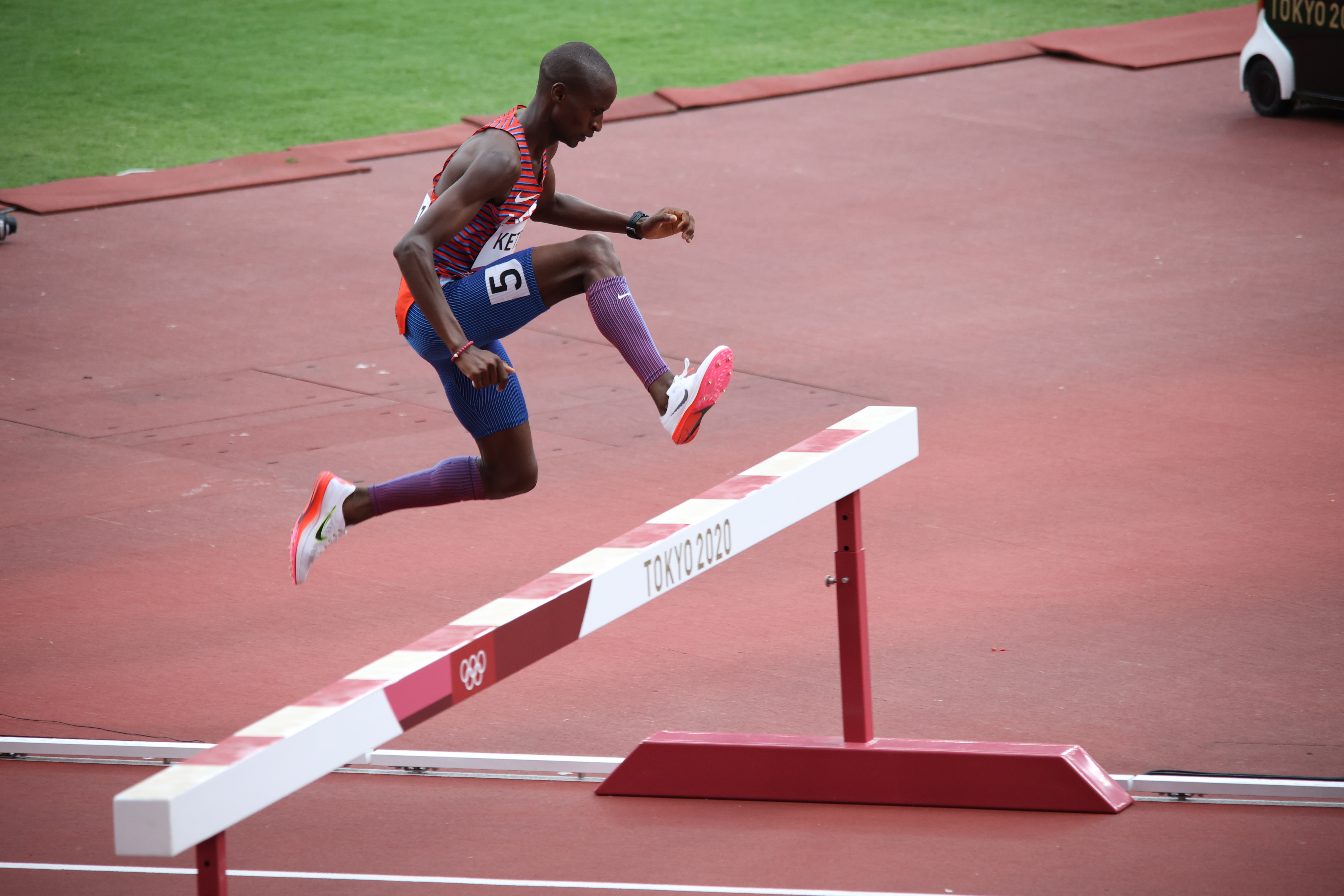
Benard Keter – Rang elf
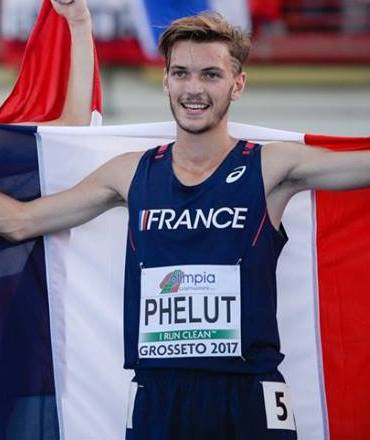
Alexis Phelut – Rang zwölf
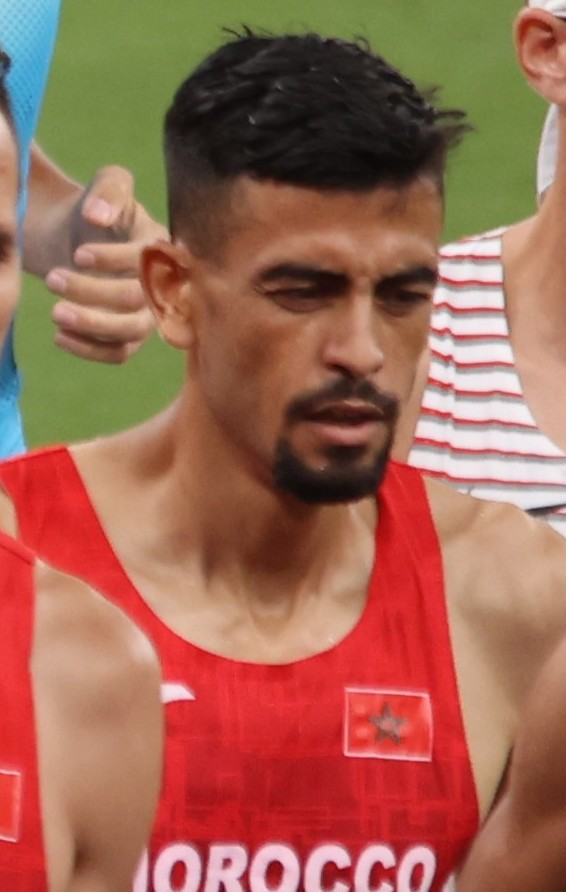
Mohamed Tindouft – Rang dreizehn
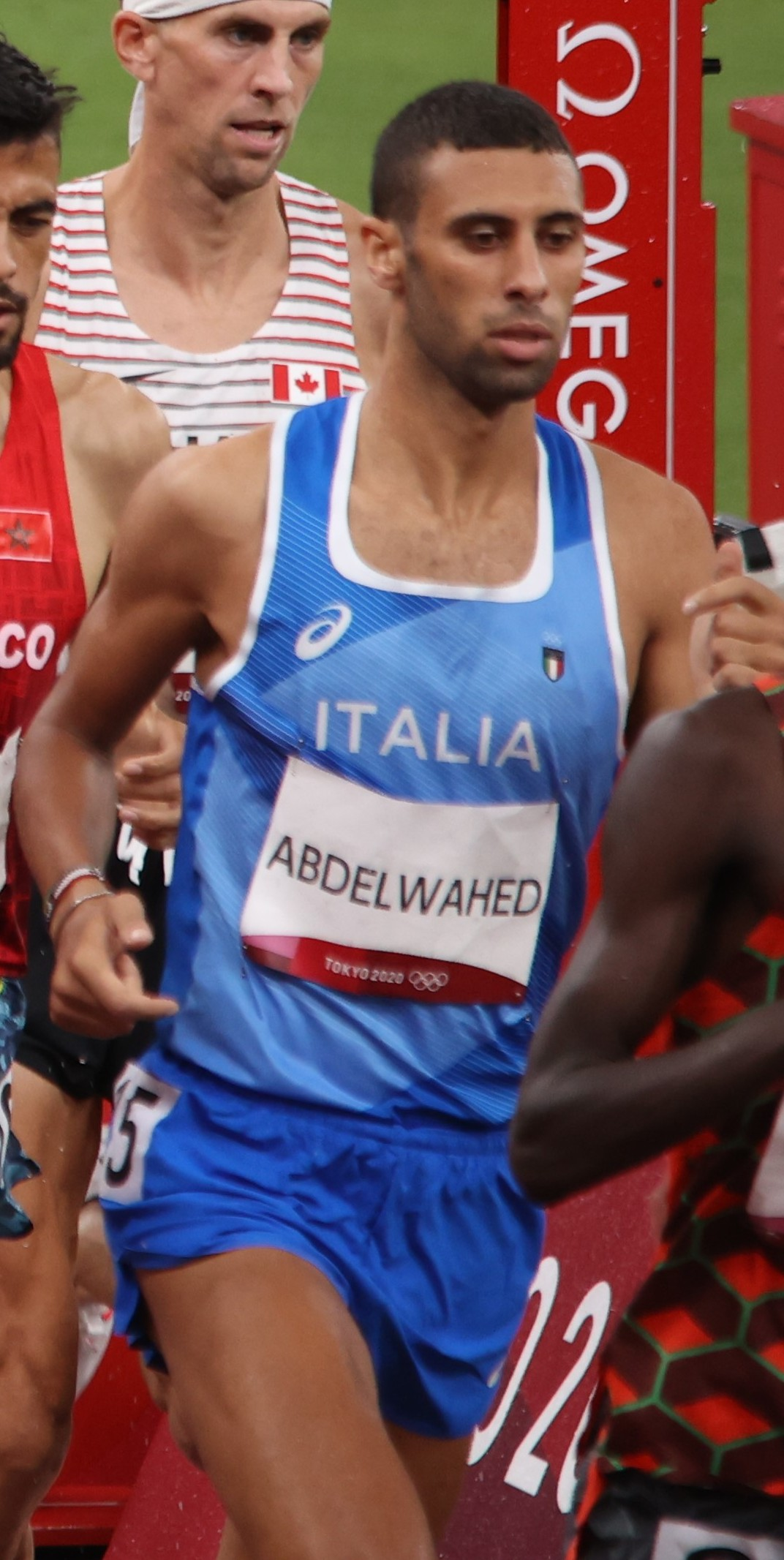
Ahmed Abdelwahed – Rang vierzehn
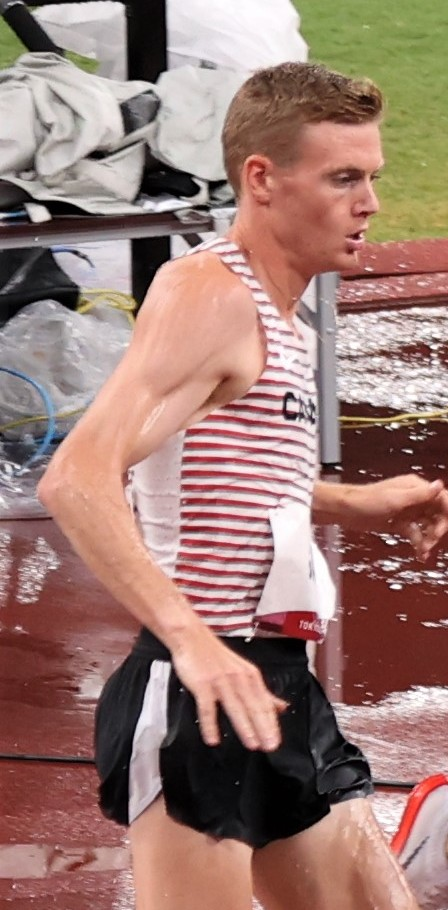
John Gay – Rang fünfzehn

## Video
- Men’s 3000m Steeplechase Final – ATHLETICS, FINAL Highlights, Olympic Games - Tokyo 2020, youtube.com, abgerufen am 21. Mai 2022